# فهرست سیارک‌ها (۱۲۰۰۰۱–۱۲۱۰۰۱)
فهرست سیارک‌ها (۱۲۰۰۰۱ - ۱۲۱۰۰۱) فهرست سیارک‌ها از ۱۲۰۰۰۱ تا ۱۲۱۰۰۱ است.
| نام    | نام انگلیسی  | تاریخ کشف       |
| ------ | ------------ | --------------- |
| ۱۲۰۰۰۱ | 2002 YL15    | ۳۱ دسامبر ۲۰۰۲  |
| ۱۲۰۰۰۲ | 2002 YD20    | ۳۱ دسامبر ۲۰۰۲  |
| ۱۲۰۰۰۳ | 2002 YU23    | ۳۱ دسامبر ۲۰۰۲  |
| ۱۲۰۰۰۴ | 2002 YB24    | ۳۱ دسامبر ۲۰۰۲  |
| ۱۲۰۰۰۵ | 2002 YB31    | ۳۱ دسامبر ۲۰۰۲  |
| ۱۲۰۰۰۶ | 2002 YK31    | ۳۱ دسامبر ۲۰۰۲  |
| ۱۲۰۰۰۷ | 2002 YV31    | ۳۱ دسامبر ۲۰۰۲  |
| ۱۲۰۰۰۸ | 2003 AN5     | ۱ ژانویه ۲۰۰۳   |
| ۱۲۰۰۰۹ | 2003 AU5     | ۱ ژانویه ۲۰۰۳   |
| ۱۲۰۰۱۰ | 2003 AV5     | ۱ ژانویه ۲۰۰۳   |
| ۱۲۰۰۱۱ | 2003 AY5     | ۱ ژانویه ۲۰۰۳   |
| ۱۲۰۰۱۲ | 2003 AR7     | ۲ ژانویه ۲۰۰۳   |
| ۱۲۰۰۱۳ | 2003 AU17    | ۵ ژانویه ۲۰۰۳   |
| ۱۲۰۰۱۴ | 2003 AT21    | ۵ ژانویه ۲۰۰۳   |
| ۱۲۰۰۱۵ | 2003 AO24    | ۴ ژانویه ۲۰۰۳   |
| ۱۲۰۰۱۶ | 2003 AY27    | ۴ ژانویه ۲۰۰۳   |
| ۱۲۰۰۱۷ | 2003 AD37    | ۷ ژانویه ۲۰۰۳   |
| ۱۲۰۰۱۸ | 2003 AV38    | ۷ ژانویه ۲۰۰۳   |
| ۱۲۰۰۱۹ | 2003 AF39    | ۷ ژانویه ۲۰۰۳   |
| ۱۲۰۰۲۰ | 2003 AV40    | ۷ ژانویه ۲۰۰۳   |
| ۱۲۰۰۲۱ | 2003 AW40    | ۷ ژانویه ۲۰۰۳   |
| ۱۲۰۰۲۲ | 2003 AA41    | ۷ ژانویه ۲۰۰۳   |
| ۱۲۰۰۲۳ | 2003 AW44    | ۵ ژانویه ۲۰۰۳   |
| ۱۲۰۰۲۴ | 2003 AN50    | ۵ ژانویه ۲۰۰۳   |
| ۱۲۰۰۲۵ | 2003 AT52    | ۵ ژانویه ۲۰۰۳   |
| ۱۲۰۰۲۶ | 2003 AR55    | ۵ ژانویه ۲۰۰۳   |
| ۱۲۰۰۲۷ | 2003 AZ57    | ۵ ژانویه ۲۰۰۳   |
| ۱۲۰۰۲۸ | 2003 AK58    | ۵ ژانویه ۲۰۰۳   |
| ۱۲۰۰۲۹ | 2003 AD60    | ۵ ژانویه ۲۰۰۳   |
| ۱۲۰۰۳۰ | 2003 AF65    | ۷ ژانویه ۲۰۰۳   |
| ۱۲۰۰۳۱ | 2003 AZ68    | ۹ ژانویه ۲۰۰۳   |
| ۱۲۰۰۳۲ | 2003 AV69    | ۸ ژانویه ۲۰۰۳   |
| ۱۲۰۰۳۳ | 2003 AZ70    | ۱۰ ژانویه ۲۰۰۳  |
| ۱۲۰۰۳۴ | 2003 AK71    | ۱۰ ژانویه ۲۰۰۳  |
| ۱۲۰۰۳۵ | 2003 AB75    | ۱۰ ژانویه ۲۰۰۳  |
| ۱۲۰۰۳۶ | 2003 AM89    | ۴ ژانویه ۲۰۰۳   |
| ۱۲۰۰۳۷ | 2003 AG91    | ۵ ژانویه ۲۰۰۳   |
| ۱۲۰۰۳۸ | Franlainsher | ۲۶ ژانویه ۲۰۰۳  |
| ۱۲۰۰۳۹ | 2003 BA2     | ۲۵ ژانویه ۲۰۰۳  |
| ۱۲۰۰۴۰ | Pagliarini   | ۲۴ ژانویه ۲۰۰۳  |
| ۱۲۰۰۴۱ | 2003 BS6     | ۲۴ ژانویه ۲۰۰۳  |
| ۱۲۰۰۴۲ | 2003 BQ9     | ۲۶ ژانویه ۲۰۰۳  |
| ۱۲۰۰۴۳ | 2003 BA11    | ۲۶ ژانویه ۲۰۰۳  |
| ۱۲۰۰۴۴ | 2003 BX20    | ۲۷ ژانویه ۲۰۰۳  |
| ۱۲۰۰۴۵ | 2003 BB25    | ۲۵ ژانویه ۲۰۰۳  |
| ۱۲۰۰۴۶ | 2003 BT26    | ۲۶ ژانویه ۲۰۰۳  |
| ۱۲۰۰۴۷ | 2003 BR27    | ۲۶ ژانویه ۲۰۰۳  |
| ۱۲۰۰۴۸ | 2003 BJ29    | ۲۷ ژانویه ۲۰۰۳  |
| ۱۲۰۰۴۹ | 2003 BT29    | ۲۷ ژانویه ۲۰۰۳  |
| ۱۲۰۰۵۰ | 2003 BE40    | ۲۷ ژانویه ۲۰۰۳  |
| ۱۲۰۰۵۱ | 2003 BO66    | ۳۰ ژانویه ۲۰۰۳  |
| ۱۲۰۰۵۲ | 2003 BD67    | ۳۰ ژانویه ۲۰۰۳  |
| ۱۲۰۰۵۳ | 2003 BW69    | ۳۰ ژانویه ۲۰۰۳  |
| ۱۲۰۰۵۴ | 2003 BR71    | ۲۸ ژانویه ۲۰۰۳  |
| ۱۲۰۰۵۵ | 2003 BD76    | ۲۹ ژانویه ۲۰۰۳  |
| ۱۲۰۰۵۶ | 2003 BA79    | ۳۱ ژانویه ۲۰۰۳  |
| ۱۲۰۰۵۷ | 2003 BJ82    | ۳۱ ژانویه ۲۰۰۳  |
| ۱۲۰۰۵۸ | 2003 BZ83    | ۳۱ ژانویه ۲۰۰۳  |
| ۱۲۰۰۵۹ | 2003 BA84    | ۳۱ ژانویه ۲۰۰۳  |
| ۱۲۰۰۶۰ | 2003 BP84    | ۳۰ ژانویه ۲۰۰۳  |
| ۱۲۰۰۶۱ | 2003 CO1     | ۱ فوریه ۲۰۰۳    |
| ۱۲۰۰۶۲ | 2003 CQ4     | ۱ فوریه ۲۰۰۳    |
| ۱۲۰۰۶۳ | 2003 CE5     | ۱ فوریه ۲۰۰۳    |
| ۱۲۰۰۶۴ | 2003 CD6     | ۱ فوریه ۲۰۰۳    |
| ۱۲۰۰۶۵ | 2003 CM6     | ۱ فوریه ۲۰۰۳    |
| ۱۲۰۰۶۶ | 2003 CH16    | ۷ فوریه ۲۰۰۳    |
| ۱۲۰۰۶۷ | 2003 CQ18    | ۶ فوریه ۲۰۰۳    |
| ۱۲۰۰۶۸ | 2003 DC1     | ۲۱ فوریه ۲۰۰۳   |
| ۱۲۰۰۶۹ | 2003 DZ3     | ۲۲ فوریه ۲۰۰۳   |
| ۱۲۰۰۷۰ | 2003 DC8     | ۲۲ فوریه ۲۰۰۳   |
| ۱۲۰۰۷۱ | 2003 DM16    | ۲۱ فوریه ۲۰۰۳   |
| ۱۲۰۰۷۲ | 2003 DD18    | ۱۹ فوریه ۲۰۰۳   |
| ۱۲۰۰۷۳ | 2003 DR19    | ۲۲ فوریه ۲۰۰۳   |
| ۱۲۰۰۷۳ | 2003 EA      | ۱ مارس ۲۰۰۳     |
| ۱۲۰۰۷۵ | 2003 EE2     | ۵ مارس ۲۰۰۳     |
| ۱۲۰۰۷۶ | 2003 EO2     | ۵ مارس ۲۰۰۳     |
| ۱۲۰۰۷۷ | 2003 EU3     | ۶ مارس ۲۰۰۳     |
| ۱۲۰۰۷۸ | 2003 EH4     | ۶ مارس ۲۰۰۳     |
| ۱۲۰۰۷۹ | 2003 EB10    | ۶ مارس ۲۰۰۳     |
| ۱۲۰۰۸۰ | 2003 ET11    | ۶ مارس ۲۰۰۳     |
| ۱۲۰۰۸۱ | 2003 ED12    | ۶ مارس ۲۰۰۳     |
| ۱۲۰۰۸۲ | 2003 EN12    | ۶ مارس ۲۰۰۳     |
| ۱۲۰۰۸۳ | 2003 EH17    | ۵ مارس ۲۰۰۳     |
| ۱۲۰۰۸۴ | 2003 EW20    | ۶ مارس ۲۰۰۳     |
| ۱۲۰۰۸۵ | 2003 EO23    | ۶ مارس ۲۰۰۳     |
| ۱۲۰۰۸۶ | 2003 EU24    | ۶ مارس ۲۰۰۳     |
| ۱۲۰۰۸۷ | 2003 ET25    | ۶ مارس ۲۰۰۳     |
| ۱۲۰۰۸۸ | 2003 EW32    | ۷ مارس ۲۰۰۳     |
| ۱۲۰۰۸۹ | 2003 EA34    | ۷ مارس ۲۰۰۳     |
| ۱۲۰۰۹۰ | 2003 EB35    | ۷ مارس ۲۰۰۳     |
| ۱۲۰۰۹۱ | 2003 EH35    | ۷ مارس ۲۰۰۳     |
| ۱۲۰۰۹۲ | 2003 EB36    | ۷ مارس ۲۰۰۳     |
| ۱۲۰۰۹۳ | 2003 EE38    | ۸ مارس ۲۰۰۳     |
| ۱۲۰۰۹۴ | 2003 ET39    | ۸ مارس ۲۰۰۳     |
| ۱۲۰۰۹۵ | 2003 EN42    | ۹ مارس ۲۰۰۳     |
| ۱۲۰۰۹۶ | 2003 EG47    | ۹ مارس ۲۰۰۳     |
| ۱۲۰۰۹۷ | 2003 EG50    | ۱۰ مارس ۲۰۰۳    |
| ۱۲۰۰۹۸ | 2003 EJ50    | ۱۰ مارس ۲۰۰۳    |
| ۱۲۰۰۹۹ | 2003 EV55    | ۹ مارس ۲۰۰۳     |
| ۱۲۰۱۰۰ | 2003 EY57    | ۹ مارس ۲۰۰۳     |
| ۱۲۰۱۰۱ | 2003 FP5     | ۲۶ مارس ۲۰۰۳    |
| ۱۲۰۱۰۲ | 2003 FU5     | ۲۶ مارس ۲۰۰۳    |
| ۱۲۰۱۰۳ | Dolero       | ۲۴ مارس ۲۰۰۳    |
| ۱۲۰۱۰۴ | 2003 FG9     | ۲۱ مارس ۲۰۰۳    |
| ۱۲۰۱۰۵ | 2003 FM11    | ۲۳ مارس ۲۰۰۳    |
| ۱۲۰۱۰۶ | 2003 FK15    | ۲۳ مارس ۲۰۰۳    |
| ۱۲۰۱۰۷ | 2003 FH17    | ۲۴ مارس ۲۰۰۳    |
| ۱۲۰۱۰۸ | 2003 FP24    | ۲۴ مارس ۲۰۰۳    |
| ۱۲۰۱۰۹ | 2003 FQ29    | ۲۵ مارس ۲۰۰۳    |
| ۱۲۰۱۱۰ | 2003 FZ29    | ۲۵ مارس ۲۰۰۳    |
| ۱۲۰۱۱۱ | 2003 FN38    | ۲۳ مارس ۲۰۰۳    |
| ۱۲۰۱۱۲ | 2003 FS51    | ۲۵ مارس ۲۰۰۳    |
| ۱۲۰۱۱۳ | 2003 FJ58    | ۲۶ مارس ۲۰۰۳    |
| ۱۲۰۱۱۴ | 2003 FZ64    | ۲۶ مارس ۲۰۰۳    |
| ۱۲۰۱۱۵ | 2003 FW65    | ۲۶ مارس ۲۰۰۳    |
| ۱۲۰۱۱۶ | 2003 FR75    | ۲۷ مارس ۲۰۰۳    |
| ۱۲۰۱۱۷ | 2003 FZ80    | ۲۷ مارس ۲۰۰۳    |
| ۱۲۰۱۱۸ | 2003 FF83    | ۲۷ مارس ۲۰۰۳    |
| ۱۲۰۱۱۹ | 2003 FK84    | ۲۸ مارس ۲۰۰۳    |
| ۱۲۰۱۲۰ | Kankelborg   | ۲۸ مارس ۲۰۰۳    |
| ۱۲۰۱۲۱ | 2003 FO85    | ۲۸ مارس ۲۰۰۳    |
| ۱۲۰۱۲۲ | 2003 FE88    | ۲۸ مارس ۲۰۰۳    |
| ۱۲۰۱۲۳ | 2003 FT92    | ۲۹ مارس ۲۰۰۳    |
| ۱۲۰۱۲۴ | 2003 FO98    | ۳۰ مارس ۲۰۰۳    |
| ۱۲۰۱۲۵ | 2003 FR100   | ۳۱ مارس ۲۰۰۳    |
| ۱۲۰۱۲۶ | 2003 FH101   | ۳۱ مارس ۲۰۰۳    |
| ۱۲۰۱۲۷ | 2003 FJ101   | ۳۱ مارس ۲۰۰۳    |
| ۱۲۰۱۲۸ | 2003 FP106   | ۲۶ مارس ۲۰۰۳    |
| ۱۲۰۱۲۹ | 2003 FT117   | ۲۵ مارس ۲۰۰۳    |
| ۱۲۰۱۳۰ | 2003 FL119   | ۲۶ مارس ۲۰۰۳    |
| ۱۲۰۱۳۱ | 2003 FX119   | ۲۶ مارس ۲۰۰۳    |
| ۱۲۰۱۳۲ | 2003 FY128   | ۲۶ مارس ۲۰۰۳    |
| ۱۲۰۱۳۳ | 2003 GJ4     | ۱ آوریل ۲۰۰۳    |
| ۱۲۰۱۳۴ | 2003 GP6     | ۲ آوریل ۲۰۰۳    |
| ۱۲۰۱۳۵ | 2003 GF7     | ۱ آوریل ۲۰۰۳    |
| ۱۲۰۱۳۶ | 2003 GY12    | ۱ آوریل ۲۰۰۳    |
| ۱۲۰۱۳۷ | 2003 GW14    | ۳ آوریل ۲۰۰۳    |
| ۱۲۰۱۳۸ | 2003 GB17    | ۵ آوریل ۲۰۰۳    |
| ۱۲۰۱۳۹ | 2003 GV20    | ۳ آوریل ۲۰۰۳    |
| ۱۲۰۱۴۰ | 2003 GB21    | ۳ آوریل ۲۰۰۳    |
| ۱۲۰۱۴۱ | Lucaslara    | ۷ آوریل ۲۰۰۳    |
| ۱۲۰۱۴۲ | 2003 GL38    | ۵ آوریل ۲۰۰۳    |
| ۱۲۰۱۴۳ | 2003 GG42    | ۹ آوریل ۲۰۰۳    |
| ۱۲۰۱۴۴ | 2003 GM43    | ۹ آوریل ۲۰۰۳    |
| ۱۲۰۱۴۵ | 2003 GZ47    | ۸ آوریل ۲۰۰۳    |
| ۱۲۰۱۴۶ | 2003 GY49    | ۷ آوریل ۲۰۰۳    |
| ۱۲۰۱۴۷ | 2003 GZ49    | ۷ آوریل ۲۰۰۳    |
| ۱۲۰۱۴۸ | 2003 GO51    | ۱۲ آوریل ۲۰۰۳   |
| ۱۲۰۱۴۹ | 2003 GG54    | ۶ آوریل ۲۰۰۳    |
| ۱۲۰۱۵۰ | 2003 GN54    | ۳ آوریل ۲۰۰۳    |
| ۱۲۰۱۵۱ | 2003 GQ54    | ۳ آوریل ۲۰۰۳    |
| ۱۲۰۱۵۲ | 2003 HJ1     | ۲۱ آوریل ۲۰۰۳   |
| ۱۲۰۱۵۳ | 2003 HR2     | ۲۱ آوریل ۲۰۰۳   |
| ۱۲۰۱۵۴ | 2003 HP4     | ۲۴ آوریل ۲۰۰۳   |
| ۱۲۰۱۵۵ | 2003 HS8     | ۲۴ آوریل ۲۰۰۳   |
| ۱۲۰۱۵۶ | 2003 HB10    | ۲۵ آوریل ۲۰۰۳   |
| ۱۲۰۱۵۷ | 2003 HC10    | ۲۵ آوریل ۲۰۰۳   |
| ۱۲۰۱۵۸ | 2003 HC15    | ۲۶ آوریل ۲۰۰۳   |
| ۱۲۰۱۵۹ | 2003 HC23    | ۲۶ آوریل ۲۰۰۳   |
| ۱۲۰۱۶۰ | 2003 HG30    | ۲۸ آوریل ۲۰۰۳   |
| ۱۲۰۱۶۱ | 2003 HB31    | ۲۶ آوریل ۲۰۰۳   |
| ۱۲۰۱۶۲ | 2003 HN36    | ۲۹ آوریل ۲۰۰۳   |
| ۱۲۰۱۶۳ | 2003 HG44    | ۲۷ آوریل ۲۰۰۳   |
| ۱۲۰۱۶۴ | 2003 HV45    | ۲۷ آوریل ۲۰۰۳   |
| ۱۲۰۱۶۵ | 2003 HE46    | ۲۸ آوریل ۲۰۰۳   |
| ۱۲۰۱۶۶ | 2003 HC47    | ۲۸ آوریل ۲۰۰۳   |
| ۱۲۰۱۶۷ | 2003 HT47    | ۲۹ آوریل ۲۰۰۳   |
| ۱۲۰۱۶۸ | 2003 HW52    | ۲۹ آوریل ۲۰۰۳   |
| ۱۲۰۱۶۹ | 2003 HD53    | ۳۰ آوریل ۲۰۰۳   |
| ۱۲۰۱۷۰ | 2003 JO5     | ۱ مه ۲۰۰۳       |
| ۱۲۰۱۷۱ | 2003 JT6     | ۱ مه ۲۰۰۳       |
| ۱۲۰۱۷۲ | 2003 JU9     | ۳ مه ۲۰۰۳       |
| ۱۲۰۱۷۳ | 2003 JA10    | ۱ مه ۲۰۰۳       |
| ۱۲۰۱۷۴ | Jeffjenny    | ۲۳ مه ۲۰۰۳      |
| ۱۲۰۱۷۵ | 2003 KB11    | ۲۴ مه ۲۰۰۳      |
| ۱۲۰۱۷۶ | 2003 KQ30    | ۲۶ مه ۲۰۰۳      |
| ۱۲۰۱۷۷ | 2003 LW3     | ۵ ژوئن ۲۰۰۳     |
| ۱۲۰۱۷۸ | 2003 OP32    | ۲۶ ژوئیه ۲۰۰۳   |
| ۱۲۰۱۷۹ | 2003 QY75    | ۲۴ اوت ۲۰۰۳     |
| ۱۲۰۱۸۰ | 2003 QH104   | ۲۷ اوت ۲۰۰۳     |
| ۱۲۰۱۸۱ | 2003 UR292   | ۲۴ اکتبر ۲۰۰۳   |
| ۱۲۰۱۸۲ | 2003 VQ2     | ۱۴ نوامبر ۲۰۰۳  |
| ۱۲۰۱۸۳ | 2003 YR138   | ۲۷ دسامبر ۲۰۰۳  |
| ۱۲۰۱۸۴ | 2004 BB45    | ۲۲ ژانویه ۲۰۰۴  |
| ۱۲۰۱۸۵ | 2004 BB96    | ۳۰ ژانویه ۲۰۰۴  |
| ۱۲۰۱۸۶ | 2004 BQ111   | ۲۹ ژانویه ۲۰۰۴  |
| ۱۲۰۱۸۷ | 2004 CO3     | ۱۰ فوریه ۲۰۰۴   |
| ۱۲۰۱۸۸ | 2004 CL12    | ۱۱ فوریه ۲۰۰۴   |
| ۱۲۰۱۸۹ | 2004 CY84    | ۱۳ فوریه ۲۰۰۴   |
| ۱۲۰۱۹۰ | 2004 CL97    | ۱۳ فوریه ۲۰۰۴   |
| ۱۲۰۱۹۱ | 2004 CG100   | ۱۵ فوریه ۲۰۰۴   |
| ۱۲۰۱۹۲ | 2004 CM106   | ۱۴ فوریه ۲۰۰۴   |
| ۱۲۰۱۹۳ | 2004 DM6     | ۱۶ فوریه ۲۰۰۴   |
| ۱۲۰۱۹۴ | 2004 DR11    | ۱۷ فوریه ۲۰۰۴   |
| ۱۲۰۱۹۵ | 2004 DL15    | ۱۷ فوریه ۲۰۰۴   |
| ۱۲۰۱۹۶ | 2004 DR21    | ۱۷ فوریه ۲۰۰۴   |
| ۱۲۰۱۹۷ | 2004 DU37    | ۱۹ فوریه ۲۰۰۴   |
| ۱۲۰۱۹۸ | 2004 DT42    | ۲۰ فوریه ۲۰۰۴   |
| ۱۲۰۱۹۹ | 2004 DN43    | ۲۳ فوریه ۲۰۰۴   |
| ۱۲۰۲۰۰ | 2004 DE60    | ۲۶ فوریه ۲۰۰۴   |
| ۱۲۰۲۰۱ | 2004 ES2     | ۱۳ مارس ۲۰۰۴    |
| ۱۲۰۲۰۲ | 2004 EL6     | ۱۲ مارس ۲۰۰۴    |
| ۱۲۰۲۰۳ | 2004 EE7     | ۱۲ مارس ۲۰۰۴    |
| ۱۲۰۲۰۴ | 2004 EY13    | ۱۱ مارس ۲۰۰۴    |
| ۱۲۰۲۰۵ | 2004 EF27    | ۱۴ مارس ۲۰۰۴    |
| ۱۲۰۲۰۶ | 2004 EA30    | ۱۵ مارس ۲۰۰۴    |
| ۱۲۰۲۰۷ | 2004 EG31    | ۱۳ مارس ۲۰۰۴    |
| ۱۲۰۲۰۸ | 2004 EK32    | ۱۵ مارس ۲۰۰۴    |
| ۱۲۰۲۰۹ | 2004 ES36    | ۱۳ مارس ۲۰۰۴    |
| ۱۲۰۲۱۰ | 2004 EN39    | ۱۵ مارس ۲۰۰۴    |
| ۱۲۰۲۱۱ | 2004 ES39    | ۱۵ مارس ۲۰۰۴    |
| ۱۲۰۲۱۲ | 2004 EM54    | ۱۳ مارس ۲۰۰۴    |
| ۱۲۰۲۱۳ | 2004 EF56    | ۱۴ مارس ۲۰۰۴    |
| ۱۲۰۲۱۴ | 2004 EG78    | ۱۵ مارس ۲۰۰۴    |
| ۱۲۰۲۱۵ | 2004 EM79    | ۱۵ مارس ۲۰۰۴    |
| ۱۲۰۲۱۶ | 2004 EW95    | ۱۴ مارس ۲۰۰۴    |
| ۱۲۰۲۱۶ | 2004 FL      | ۱۶ مارس ۲۰۰۴    |
| ۱۲۰۲۱۸ | 2004 FN2     | ۱۷ مارس ۲۰۰۴    |
| ۱۲۰۲۱۹ | 2004 FZ15    | ۲۵ مارس ۲۰۰۴    |
| ۱۲۰۲۲۰ | 2004 FP17    | ۲۶ مارس ۲۰۰۴    |
| ۱۲۰۲۲۱ | 2004 FJ18    | ۲۸ مارس ۲۰۰۴    |
| ۱۲۰۲۲۲ | 2004 FD23    | ۱۷ مارس ۲۰۰۴    |
| ۱۲۰۲۲۳ | 2004 FZ28    | ۲۸ مارس ۲۰۰۴    |
| ۱۲۰۲۲۴ | 2004 FB39    | ۱۷ مارس ۲۰۰۴    |
| ۱۲۰۲۲۵ | 2004 FK45    | ۱۶ مارس ۲۰۰۴    |
| ۱۲۰۲۲۶ | 2004 FR49    | ۱۸ مارس ۲۰۰۴    |
| ۱۲۰۲۲۷ | 2004 FZ50    | ۱۸ مارس ۲۰۰۴    |
| ۱۲۰۲۲۸ | 2004 FB52    | ۱۹ مارس ۲۰۰۴    |
| ۱۲۰۲۲۹ | 2004 FX57    | ۱۷ مارس ۲۰۰۴    |
| ۱۲۰۲۳۰ | 2004 FQ63    | ۱۹ مارس ۲۰۰۴    |
| ۱۲۰۲۳۱ | 2004 FF64    | ۱۹ مارس ۲۰۰۴    |
| ۱۲۰۲۳۲ | 2004 FH65    | ۱۹ مارس ۲۰۰۴    |
| ۱۲۰۲۳۳ | 2004 FZ65    | ۱۹ مارس ۲۰۰۴    |
| ۱۲۰۲۳۴ | 2004 FD66    | ۱۹ مارس ۲۰۰۴    |
| ۱۲۰۲۳۵ | 2004 FR67    | ۲۰ مارس ۲۰۰۴    |
| ۱۲۰۲۳۶ | 2004 FA85    | ۱۸ مارس ۲۰۰۴    |
| ۱۲۰۲۳۷ | 2004 FQ85    | ۱۸ مارس ۲۰۰۴    |
| ۱۲۰۲۳۸ | 2004 FL90    | ۲۰ مارس ۲۰۰۴    |
| ۱۲۰۲۳۹ | 2004 FP90    | ۲۰ مارس ۲۰۰۴    |
| ۱۲۰۲۴۰ | 2004 FM98    | ۲۳ مارس ۲۰۰۴    |
| ۱۲۰۲۴۱ | 2004 FM102   | ۲۰ مارس ۲۰۰۴    |
| ۱۲۰۲۴۲ | 2004 FE109   | ۲۴ مارس ۲۰۰۴    |
| ۱۲۰۲۴۳ | 2004 FG110   | ۲۴ مارس ۲۰۰۴    |
| ۱۲۰۲۴۴ | 2004 FG122   | ۲۵ مارس ۲۰۰۴    |
| ۱۲۰۲۴۵ | 2004 FC127   | ۲۷ مارس ۲۰۰۴    |
| ۱۲۰۲۴۶ | 2004 FM139   | ۲۴ مارس ۲۰۰۴    |
| ۱۲۰۲۴۷ | 2004 FR139   | ۲۵ مارس ۲۰۰۴    |
| ۱۲۰۲۴۸ | 2004 FR140   | ۲۷ مارس ۲۰۰۴    |
| ۱۲۰۲۴۹ | 2004 GQ1     | ۱۱ آوریل ۲۰۰۴   |
| ۱۲۰۲۵۰ | 2004 GU4     | ۱۱ آوریل ۲۰۰۴   |
| ۱۲۰۲۵۱ | 2004 GB6     | ۱۲ آوریل ۲۰۰۴   |
| ۱۲۰۲۵۲ | 2004 GA10    | ۱۳ آوریل ۲۰۰۴   |
| ۱۲۰۲۵۳ | 2004 GO14    | ۱۳ آوریل ۲۰۰۴   |
| ۱۲۰۲۵۴ | 2004 GX14    | ۱۳ آوریل ۲۰۰۴   |
| ۱۲۰۲۵۵ | 2004 GG17    | ۱۰ آوریل ۲۰۰۴   |
| ۱۲۰۲۵۶ | 2004 GV17    | ۱۲ آوریل ۲۰۰۴   |
| ۱۲۰۲۵۷ | 2004 GL18    | ۱۳ آوریل ۲۰۰۴   |
| ۱۲۰۲۵۸ | 2004 GS18    | ۱۴ آوریل ۲۰۰۴   |
| ۱۲۰۲۵۹ | 2004 GB20    | ۱۵ آوریل ۲۰۰۴   |
| ۱۲۰۲۶۰ | 2004 GL20    | ۹ آوریل ۲۰۰۴    |
| ۱۲۰۲۶۱ | 2004 GS27    | ۱۵ آوریل ۲۰۰۴   |
| ۱۲۰۲۶۲ | 2004 GP29    | ۱۲ آوریل ۲۰۰۴   |
| ۱۲۰۲۶۳ | 2004 GJ30    | ۱۲ آوریل ۲۰۰۴   |
| ۱۲۰۲۶۴ | 2004 GJ45    | ۱۲ آوریل ۲۰۰۴   |
| ۱۲۰۲۶۵ | 2004 GE55    | ۱۳ آوریل ۲۰۰۴   |
| ۱۲۰۲۶۶ | 2004 GF59    | ۱۲ آوریل ۲۰۰۴   |
| ۱۲۰۲۶۷ | 2004 GP68    | ۱۳ آوریل ۲۰۰۴   |
| ۱۲۰۲۶۸ | 2004 GE72    | ۱۴ آوریل ۲۰۰۴   |
| ۱۲۰۲۶۹ | 2004 GE75    | ۱۴ آوریل ۲۰۰۴   |
| ۱۲۰۲۷۰ | 2004 GW80    | ۱۳ آوریل ۲۰۰۴   |
| ۱۲۰۲۷۱ | 2004 HM3     | ۱۶ آوریل ۲۰۰۴   |
| ۱۲۰۲۷۲ | 2004 HK5     | ۱۷ آوریل ۲۰۰۴   |
| ۱۲۰۲۷۳ | 2004 HP5     | ۱۷ آوریل ۲۰۰۴   |
| ۱۲۰۲۷۴ | 2004 HE6     | ۱۷ آوریل ۲۰۰۴   |
| ۱۲۰۲۷۵ | 2004 HB8     | ۱۶ آوریل ۲۰۰۴   |
| ۱۲۰۲۷۶ | 2004 HU9     | ۱۷ آوریل ۲۰۰۴   |
| ۱۲۰۲۷۷ | 2004 HV9     | ۱۷ آوریل ۲۰۰۴   |
| ۱۲۰۲۷۸ | 2004 HL17    | ۱۶ آوریل ۲۰۰۴   |
| ۱۲۰۲۷۹ | 2004 HG18    | ۱۷ آوریل ۲۰۰۴   |
| ۱۲۰۲۸۰ | 2004 HP32    | ۲۰ آوریل ۲۰۰۴   |
| ۱۲۰۲۸۱ | 2004 HV32    | ۲۱ آوریل ۲۰۰۴   |
| ۱۲۰۲۸۲ | 2004 HB34    | ۱۶ آوریل ۲۰۰۴   |
| ۱۲۰۲۸۳ | 2004 HK35    | ۲۰ آوریل ۲۰۰۴   |
| ۱۲۰۲۸۴ | 2004 HO43    | ۲۱ آوریل ۲۰۰۴   |
| ۱۲۰۲۸۵ | 2004 HE47    | ۲۲ آوریل ۲۰۰۴   |
| ۱۲۰۲۸۶ | 2004 HX56    | ۲۷ آوریل ۲۰۰۴   |
| ۱۲۰۲۸۷ | 2004 HO59    | ۲۵ آوریل ۲۰۰۴   |
| ۱۲۰۲۸۸ | 2004 HK61    | ۲۵ آوریل ۲۰۰۴   |
| ۱۲۰۲۸۹ | 2004 HM61    | ۲۵ آوریل ۲۰۰۴   |
| ۱۲۰۲۹۰ | 2004 HB62    | ۲۹ آوریل ۲۰۰۴   |
| ۱۲۰۲۹۱ | 2004 HA75    | ۳۰ آوریل ۲۰۰۴   |
| ۱۲۰۲۹۲ | 2004 JA9     | ۱۳ مه ۲۰۰۴      |
| ۱۲۰۲۹۳ | 2004 JQ9     | ۱۳ مه ۲۰۰۴      |
| ۱۲۰۲۹۴ | 2004 JW15    | ۱۰ مه ۲۰۰۴      |
| ۱۲۰۲۹۵ | 2004 JO16    | ۱۱ مه ۲۰۰۴      |
| ۱۲۰۲۹۶ | 2004 JH17    | ۱۲ مه ۲۰۰۴      |
| ۱۲۰۲۹۷ | 2004 JD22    | ۹ مه ۲۰۰۴       |
| ۱۲۰۲۹۸ | 2004 JY24    | ۱۵ مه ۲۰۰۴      |
| ۱۲۰۲۹۹ | 2004 JL28    | ۹ مه ۲۰۰۴       |
| ۱۲۰۳۰۰ | 2004 JV31    | ۱۴ مه ۲۰۰۴      |
| ۱۲۰۳۰۱ | 2004 JL34    | ۱۵ مه ۲۰۰۴      |
| ۱۲۰۳۰۲ | 2004 JA36    | ۱۳ مه ۲۰۰۴      |
| ۱۲۰۳۰۳ | 2004 JY37    | ۱۴ مه ۲۰۰۴      |
| ۱۲۰۳۰۴ | 2004 JP43    | ۹ مه ۲۰۰۴       |
| ۱۲۰۳۰۴ | 2004 KF      | ۱۶ مه ۲۰۰۴      |
| ۱۲۰۳۰۶ | 2004 KE6     | ۱۷ مه ۲۰۰۴      |
| ۱۲۰۳۰۷ | 2004 KX9     | ۱۹ مه ۲۰۰۴      |
| ۱۲۰۳۰۸ | 2004 KN12    | ۲۲ مه ۲۰۰۴      |
| ۱۲۰۳۰۹ | 2004 KX15    | ۲۳ مه ۲۰۰۴      |
| ۱۲۰۳۱۰ | 2004 KY16    | ۲۴ مه ۲۰۰۴      |
| ۱۲۰۳۱۱ | 2004 LX2     | ۱۱ ژوئن ۲۰۰۴    |
| ۱۲۰۳۱۲ | 2004 LY2     | ۵ ژوئن ۲۰۰۴     |
| ۱۲۰۳۱۳ | 2004 LF4     | ۱۱ ژوئن ۲۰۰۴    |
| ۱۲۰۳۱۴ | 2004 LQ4     | ۱۱ ژوئن ۲۰۰۴    |
| ۱۲۰۳۱۵ | 2004 LZ4     | ۱۲ ژوئن ۲۰۰۴    |
| ۱۲۰۳۱۶ | 2004 LB5     | ۱۲ ژوئن ۲۰۰۴    |
| ۱۲۰۳۱۷ | 2004 LY6     | ۱۱ ژوئن ۲۰۰۴    |
| ۱۲۰۳۱۸ | 2004 LQ13    | ۱۱ ژوئن ۲۰۰۴    |
| ۱۲۰۳۱۹ | 2004 LZ15    | ۱۲ ژوئن ۲۰۰۴    |
| ۱۲۰۳۲۰ | 2004 LL17    | ۱۴ ژوئن ۲۰۰۴    |
| ۱۲۰۳۲۱ | 2004 LH30    | ۱۳ ژوئن ۲۰۰۴    |
| ۱۲۰۳۲۲ | 2004 MG2     | ۱۷ ژوئن ۲۰۰۴    |
| ۱۲۰۳۲۳ | 2004 MQ2     | ۱۸ ژوئن ۲۰۰۴    |
| ۱۲۰۳۲۴ | 2004 MV3     | ۲۱ ژوئن ۲۰۰۴    |
| ۱۲۰۳۲۵ | 2004 MH7     | ۲۶ ژوئن ۲۰۰۴    |
| ۱۲۰۳۲۶ | 2004 NK3     | ۹ ژوئیه ۲۰۰۴    |
| ۱۲۰۳۲۷ | 2004 NV10    | ۹ ژوئیه ۲۰۰۴    |
| ۱۲۰۳۲۸ | 2004 NP16    | ۱۱ ژوئیه ۲۰۰۴   |
| ۱۲۰۳۲۹ | 2004 ND17    | ۱۱ ژوئیه ۲۰۰۴   |
| ۱۲۰۳۳۰ | 2004 NO25    | ۱۱ ژوئیه ۲۰۰۴   |
| ۱۲۰۳۳۱ | 2004 NP26    | ۱۱ ژوئیه ۲۰۰۴   |
| ۱۲۰۳۳۲ | 2004 OS2     | ۱۶ ژوئیه ۲۰۰۴   |
| ۱۲۰۳۳۳ | 2004 OY11    | ۲۷ ژوئیه ۲۰۰۴   |
| ۱۲۰۳۳۴ | 2004 OS12    | ۱۶ ژوئیه ۲۰۰۴   |
| ۱۲۰۳۳۵ | 2004 OP14    | ۱۷ ژوئیه ۲۰۰۴   |
| ۱۲۰۳۳۶ | 2004 PX53    | ۸ اوت ۲۰۰۴      |
| ۱۲۰۳۳۷ | 2004 PN56    | ۹ اوت ۲۰۰۴      |
| ۱۲۰۳۳۸ | 2004 PX65    | ۱۰ اوت ۲۰۰۴     |
| ۱۲۰۳۳۹ | 2004 PM71    | ۸ اوت ۲۰۰۴      |
| ۱۲۰۳۴۰ | 2004 PD106   | ۱۴ اوت ۲۰۰۴     |
| ۱۲۰۳۴۱ | 2004 QX12    | ۲۱ اوت ۲۰۰۴     |
| ۱۲۰۳۴۲ | 2004 RU113   | ۷ سپتامبر ۲۰۰۴  |
| ۱۲۰۳۴۳ | 2004 RU137   | ۸ سپتامبر ۲۰۰۴  |
| ۱۲۰۳۴۴ | 2004 RU150   | ۹ سپتامبر ۲۰۰۴  |
| ۱۲۰۳۴۵ | 2004 RQ193   | ۱۰ سپتامبر ۲۰۰۴ |
| ۱۲۰۳۴۶ | 2004 RG319   | ۱۳ سپتامبر ۲۰۰۴ |
| ۱۲۰۳۴۷ | 2004 SB60    | ۲۲ سپتامبر ۲۰۰۴ |
| ۱۲۰۳۴۸ | 2004 TY364   | ۳ اکتبر ۲۰۰۴    |
| ۱۲۰۳۴۹ | Kalas        | ۱۲ دسامبر ۲۰۰۴  |
| ۱۲۰۳۵۰ | 2005 JC1     | ۳ مه ۲۰۰۵       |
| ۱۲۰۳۵۱ | 2005 JA168   | ۱۴ مه ۲۰۰۵      |
| ۱۲۰۳۵۲ | 2005 JG177   | ۱۳ مه ۲۰۰۵      |
| ۱۲۰۳۵۳ | 2005 LM6     | ۴ ژوئن ۲۰۰۵     |
| ۱۲۰۳۵۴ | 2005 LD40    | ۱۳ ژوئن ۲۰۰۵    |
| ۱۲۰۳۵۵ | 2005 MD5     | ۱۶ ژوئن ۲۰۰۵    |
| ۱۲۰۳۵۶ | 2005 MS8     | ۲۸ ژوئن ۲۰۰۵    |
| ۱۲۰۳۵۷ | 2005 MZ15    | ۳۰ ژوئن ۲۰۰۵    |
| ۱۲۰۳۵۸ | 2005 MN36    | ۳۰ ژوئن ۲۰۰۵    |
| ۱۲۰۳۵۹ | 2005 ME41    | ۳۰ ژوئن ۲۰۰۵    |
| ۱۲۰۳۶۰ | 2005 MT43    | ۲۷ ژوئن ۲۰۰۵    |
| ۱۲۰۳۶۱ | Guido        | ۳ ژوئیه ۲۰۰۵    |
| ۱۲۰۳۶۲ | 2005 NK8     | ۱ ژوئیه ۲۰۰۵    |
| ۱۲۰۳۶۳ | 2005 NU17    | ۳ ژوئیه ۲۰۰۵    |
| ۱۲۰۳۶۴ | 2005 ND20    | ۳ ژوئیه ۲۰۰۵    |
| ۱۲۰۳۶۵ | 2005 NP48    | ۷ ژوئیه ۲۰۰۵    |
| ۱۲۰۳۶۶ | 2005 NC56    | ۵ ژوئیه ۲۰۰۵    |
| ۱۲۰۳۶۷ | 2005 NL67    | ۲ ژوئیه ۲۰۰۵    |
| ۱۲۰۳۶۸ | 2005 NO67    | ۳ ژوئیه ۲۰۰۵    |
| ۱۲۰۳۶۹ | 2005 NW94    | ۶ ژوئیه ۲۰۰۵    |
| ۱۲۰۳۷۰ | 2005 OS1     | ۲۶ ژوئیه ۲۰۰۵   |
| ۱۲۰۳۷۱ | 2005 OB16    | ۲۹ ژوئیه ۲۰۰۵   |
| ۱۲۰۳۷۱ | 2005 PY      | ۱ اوت ۲۰۰۵      |
| ۱۲۰۳۷۳ | 2005 PA2     | ۱ اوت ۲۰۰۵      |
| ۱۲۰۳۷۴ | 2005 PL2     | ۱ اوت ۲۰۰۵      |
| ۱۲۰۳۷۵ | Kugel        | ۱۰ اوت ۲۰۰۵     |
| ۱۲۰۳۷۶ | 2005 PY6     | ۴ اوت ۲۰۰۵      |
| ۱۲۰۳۷۷ | 2005 PW14    | ۴ اوت ۲۰۰۵      |
| ۱۲۰۳۷۸ | 2005 QL9     | ۲۵ اوت ۲۰۰۵     |
| ۱۲۰۳۷۹ | 2005 QO9     | ۲۴ اوت ۲۰۰۵     |
| ۱۲۰۳۸۰ | 2005 QP10    | ۲۵ اوت ۲۰۰۵     |
| ۱۲۰۳۸۱ | 2005 QQ22    | ۲۷ اوت ۲۰۰۵     |
| ۱۲۰۳۸۲ | 2005 QD25    | ۲۷ اوت ۲۰۰۵     |
| ۱۲۰۳۸۳ | 2005 QD26    | ۲۷ اوت ۲۰۰۵     |
| ۱۲۰۳۸۴ | 2005 QU29    | ۲۶ اوت ۲۰۰۵     |
| ۱۲۰۳۸۵ | 2005 QB36    | ۲۵ اوت ۲۰۰۵     |
| ۱۲۰۳۸۶ | 2005 QE38    | ۲۵ اوت ۲۰۰۵     |
| ۱۲۰۳۸۷ | 2005 QL38    | ۲۵ اوت ۲۰۰۵     |
| ۱۲۰۳۸۸ | 2005 QD39    | ۲۶ اوت ۲۰۰۵     |
| ۱۲۰۳۸۹ | 2005 QK79    | ۲۶ اوت ۲۰۰۵     |
| ۱۲۰۳۹۰ | 2005 QL79    | ۲۶ اوت ۲۰۰۵     |
| ۱۲۰۳۹۱ | 2005 QU80    | ۲۸ اوت ۲۰۰۵     |
| ۱۲۰۳۹۲ | 2005 QF86    | ۳۰ اوت ۲۰۰۵     |
| ۱۲۰۳۹۳ | 2005 QH88    | ۳۰ اوت ۲۰۰۵     |
| ۱۲۰۳۹۴ | 2005 QB107   | ۲۷ اوت ۲۰۰۵     |
| ۱۲۰۳۹۵ | 2005 QQ110   | ۲۷ اوت ۲۰۰۵     |
| ۱۲۰۳۹۶ | 2005 QA112   | ۲۷ اوت ۲۰۰۵     |
| ۱۲۰۳۹۷ | 2005 QU112   | ۲۷ اوت ۲۰۰۵     |
| ۱۲۰۳۹۸ | 2005 QB142   | ۳۰ اوت ۲۰۰۵     |
| ۱۲۰۳۹۹ | 2005 QK156   | ۳۰ اوت ۲۰۰۵     |
| ۱۲۰۴۰۰ | 2005 QP160   | ۲۸ اوت ۲۰۰۵     |
| ۱۲۰۴۰۱ | 2005 RT6     | ۳ سپتامبر ۲۰۰۵  |
| ۱۲۰۴۰۲ | 2005 RY8     | ۸ سپتامبر ۲۰۰۵  |
| ۱۲۰۴۰۳ | 2005 RE24    | ۱۱ سپتامبر ۲۰۰۵ |
| ۱۲۰۴۰۴ | 2005 RH33    | ۱۴ سپتامبر ۲۰۰۵ |
| ۱۲۰۴۰۵ | Svyatylivka  | ۲۴ سپتامبر ۲۰۰۵ |
| ۱۲۰۴۰۶ | 2005 SV15    | ۲۶ سپتامبر ۲۰۰۵ |
| ۱۲۰۴۰۷ | 2005 SV20    | ۲۵ سپتامبر ۲۰۰۵ |
| ۱۲۰۴۰۸ | 2005 SX37    | ۲۴ سپتامبر ۲۰۰۵ |
| ۱۲۰۴۰۸ | 2178 P-L     | ۲۴ سپتامبر ۱۹۶۰ |
| ۱۲۰۴۰۸ | 2225 P-L     | ۲۴ سپتامبر ۱۹۶۰ |
| ۱۲۰۴۰۸ | 2857 P-L     | ۲۴ سپتامبر ۱۹۶۰ |
| ۱۲۰۴۰۸ | 3017 P-L     | ۲۴ سپتامبر ۱۹۶۰ |
| ۱۲۰۴۰۸ | 4815 P-L     | ۲۴ سپتامبر ۱۹۶۰ |
| ۱۲۰۴۰۸ | 4880 P-L     | ۲۴ سپتامبر ۱۹۶۰ |
| ۱۲۰۴۰۸ | 6057 P-L     | ۲۴ سپتامبر ۱۹۶۰ |
| ۱۲۰۴۰۸ | 6123 P-L     | ۲۴ سپتامبر ۱۹۶۰ |
| ۱۲۰۴۰۸ | 6264 P-L     | ۲۴ سپتامبر ۱۹۶۰ |
| ۱۲۰۴۰۸ | 6633 P-L     | ۲۴ سپتامبر ۱۹۶۰ |
| ۱۲۰۴۱۹ | 2308 T-1     | ۲۵ مارس ۱۹۷۱    |
| ۱۲۰۴۲۰ | 4133 T-1     | ۲۶ مارس ۱۹۷۱    |
| ۱۲۰۴۲۱ | 1604 T-2     | ۲۴ سپتامبر ۱۹۷۳ |
| ۱۲۰۴۲۲ | 2023 T-2     | ۲۹ سپتامبر ۱۹۷۳ |
| ۱۲۰۴۲۳ | 2061 T-2     | ۲۹ سپتامبر ۱۹۷۳ |
| ۱۲۰۴۲۴ | 2099 T-2     | ۲۹ سپتامبر ۱۹۷۳ |
| ۱۲۰۴۲۵ | 2113 T-2     | ۲۹ سپتامبر ۱۹۷۳ |
| ۱۲۰۴۲۶ | 3080 T-2     | ۳۰ سپتامبر ۱۹۷۳ |
| ۱۲۰۴۲۷ | 1155 T-3     | ۱۷ اکتبر ۱۹۷۷   |
| ۱۲۰۴۲۸ | 2128 T-3     | ۱۶ اکتبر ۱۹۷۷   |
| ۱۲۰۴۲۹ | 2225 T-3     | ۱۶ اکتبر ۱۹۷۷   |
| ۱۲۰۴۳۰ | 2303 T-3     | ۱۶ اکتبر ۱۹۷۷   |
| ۱۲۰۴۳۱ | 2448 T-3     | ۱۶ اکتبر ۱۹۷۷   |
| ۱۲۰۴۳۲ | 2614 T-3     | ۱۶ اکتبر ۱۹۷۷   |
| ۱۲۰۴۳۳ | 3132 T-3     | ۱۶ اکتبر ۱۹۷۷   |
| ۱۲۰۴۳۴ | 3202 T-3     | ۱۶ اکتبر ۱۹۷۷   |
| ۱۲۰۴۳۵ | 3310 T-3     | ۱۶ اکتبر ۱۹۷۷   |
| ۱۲۰۴۳۶ | 4589 T-3     | ۱۶ اکتبر ۱۹۷۷   |
| ۱۲۰۴۳۷ | 5101 T-3     | ۱۶ اکتبر ۱۹۷۷   |
| ۱۲۰۴۳۷ | 1978 NU      | ۷ ژوئیه ۱۹۷۸    |
| ۱۲۰۴۳۹ | 1978 VJ4     | ۷ نوامبر ۱۹۷۸   |
| ۱۲۰۴۴۰ | 1978 VU9     | ۷ نوامبر ۱۹۷۸   |
| ۱۲۰۴۴۱ | 1979 MZ7     | ۲۵ ژوئن ۱۹۷۹    |
| ۱۲۰۴۴۱ | 1981 DW      | ۲۸ فوریه ۱۹۸۱   |
| ۱۲۰۴۴۳ | 1981 DK2     | ۲۸ فوریه ۱۹۸۱   |
| ۱۲۰۴۴۴ | 1981 EQ13    | ۱ مارس ۱۹۸۱     |
| ۱۲۰۴۴۵ | 1981 EU16    | ۶ مارس ۱۹۸۱     |
| ۱۲۰۴۴۶ | 1981 EF21    | ۲ مارس ۱۹۸۱     |
| ۱۲۰۴۴۷ | 1981 EP32    | ۷ مارس ۱۹۸۱     |
| ۱۲۰۴۴۸ | 1981 EO43    | ۳ مارس ۱۹۸۱     |
| ۱۲۰۴۴۹ | 1981 ED44    | ۶ مارس ۱۹۸۱     |
| ۱۲۰۴۴۹ | 1982 SV      | ۲۰ سپتامبر ۱۹۸۲ |
| ۱۲۰۴۴۹ | 1983 QU      | ۳۰ اوت ۱۹۸۳     |
| ۱۲۰۴۴۹ | 1988 NA      | ۶ ژوئیه ۱۹۸۸    |
| ۱۲۰۴۵۳ | 1988 RE12    | ۱۴ سپتامبر ۱۹۸۸ |
| ۱۲۰۴۵۴ | 1988 SJ2     | ۱۶ سپتامبر ۱۹۸۸ |
| ۱۲۰۴۵۵ | 1989 GF2     | ۳ آوریل ۱۹۸۹    |
| ۱۲۰۴۵۵ | 1989 JB      | ۳ مه ۱۹۸۹       |
| ۱۲۰۴۵۷ | 1990 QZ2     | ۲۸ اوت ۱۹۹۰     |
| ۱۲۰۴۵۸ | 1990 SN5     | ۲۲ سپتامبر ۱۹۹۰ |
| ۱۲۰۴۵۹ | 1990 SQ6     | ۲۲ سپتامبر ۱۹۹۰ |
| ۱۲۰۴۶۰ | Hambach      | ۱۳ اکتبر ۱۹۹۰   |
| ۱۲۰۴۶۱ | 1990 TK9     | ۱۰ اکتبر ۱۹۹۰   |
| ۱۲۰۴۶۲ | 1990 UE2     | ۲۶ اکتبر ۱۹۹۰   |
| ۱۲۰۴۶۳ | 1991 GQ4     | ۸ آوریل ۱۹۹۱    |
| ۱۲۰۴۶۴ | 1991 PV5     | ۶ اوت ۱۹۹۱      |
| ۱۲۰۴۶۵ | 1991 TO15    | ۶ اکتبر ۱۹۹۱    |
| ۱۲۰۴۶۶ | 1991 VS7     | ۳ نوامبر ۱۹۹۱   |
| ۱۲۰۴۶۷ | 1991 VM9     | ۴ نوامبر ۱۹۹۱   |
| ۱۲۰۴۶۸ | 1991 VO9     | ۴ نوامبر ۱۹۹۱   |
| ۱۲۰۴۶۹ | 1992 DG9     | ۲۹ فوریه ۱۹۹۲   |
| ۱۲۰۴۷۰ | 1992 DY10    | ۲۹ فوریه ۱۹۹۲   |
| ۱۲۰۴۷۱ | 1992 EN2     | ۶ مارس ۱۹۹۲     |
| ۱۲۰۴۷۲ | 1992 ET7     | ۱ مارس ۱۹۹۲     |
| ۱۲۰۴۷۳ | 1992 EE9     | ۲ مارس ۱۹۹۲     |
| ۱۲۰۴۷۴ | 1992 EH14    | ۲ مارس ۱۹۹۲     |
| ۱۲۰۴۷۵ | 1992 EF16    | ۱ مارس ۱۹۹۲     |
| ۱۲۰۴۷۶ | 1992 EB31    | ۱ مارس ۱۹۹۲     |
| ۱۲۰۴۷۷ | 1992 OT6     | ۳۰ ژوئیه ۱۹۹۲   |
| ۱۲۰۴۷۷ | 1992 QS      | ۲۹ اوت ۱۹۹۲     |
| ۱۲۰۴۷۹ | 1992 RO4     | ۲ سپتامبر ۱۹۹۲  |
| ۱۲۰۴۸۰ | 1992 RS7     | ۲ سپتامبر ۱۹۹۲  |
| ۱۲۰۴۸۱ | Johannwalter | ۲۴ سپتامبر ۱۹۹۲ |
| ۱۲۰۴۸۱ | 1992 TA      | ۲ اکتبر ۱۹۹۲    |
| ۱۲۰۴۸۳ | 1993 BW8     | ۲۱ ژانویه ۱۹۹۳  |
| ۱۲۰۴۸۴ | 1993 FR7     | ۱۷ مارس ۱۹۹۳    |
| ۱۲۰۴۸۵ | 1993 FW7     | ۱۷ مارس ۱۹۹۳    |
| ۱۲۰۴۸۶ | 1993 FG11    | ۱۷ مارس ۱۹۹۳    |
| ۱۲۰۴۸۷ | 1993 FP12    | ۱۷ مارس ۱۹۹۳    |
| ۱۲۰۴۸۸ | 1993 FZ16    | ۱۹ مارس ۱۹۹۳    |
| ۱۲۰۴۸۹ | 1993 FL19    | ۱۷ مارس ۱۹۹۳    |
| ۱۲۰۴۹۰ | 1993 FA24    | ۲۱ مارس ۱۹۹۳    |
| ۱۲۰۴۹۱ | 1993 FM29    | ۲۱ مارس ۱۹۹۳    |
| ۱۲۰۴۹۲ | 1993 FO30    | ۲۱ مارس ۱۹۹۳    |
| ۱۲۰۴۹۳ | 1993 FJ45    | ۱۹ مارس ۱۹۹۳    |
| ۱۲۰۴۹۴ | 1993 FZ45    | ۱۹ مارس ۱۹۹۳    |
| ۱۲۰۴۹۵ | 1993 FZ46    | ۱۹ مارس ۱۹۹۳    |
| ۱۲۰۴۹۶ | 1993 FB50    | ۱۹ مارس ۱۹۹۳    |
| ۱۲۰۴۹۷ | 1993 FF50    | ۱۹ مارس ۱۹۹۳    |
| ۱۲۰۴۹۸ | 1993 FD53    | ۱۷ مارس ۱۹۹۳    |
| ۱۲۰۴۹۸ | 1993 NA      | ۹ ژوئیه ۱۹۹۳    |
| ۱۲۰۴۹۸ | 1993 OM      | ۲۴ ژوئیه ۱۹۹۳   |
| ۱۲۰۵۰۱ | 1993 PA8     | ۱۵ اوت ۱۹۹۳     |
| ۱۲۰۵۰۲ | 1993 QD9     | ۲۰ اوت ۱۹۹۳     |
| ۱۲۰۵۰۳ | 1993 RW3     | ۱۲ سپتامبر ۱۹۹۳ |
| ۱۲۰۵۰۴ | 1993 SS10    | ۲۲ سپتامبر ۱۹۹۳ |
| ۱۲۰۵۰۵ | 1993 ST10    | ۲۲ سپتامبر ۱۹۹۳ |
| ۱۲۰۵۰۶ | 1993 TO1     | ۱۵ اکتبر ۱۹۹۳   |
| ۱۲۰۵۰۷ | 1993 TK14    | ۹ اکتبر ۱۹۹۳    |
| ۱۲۰۵۰۸ | 1993 TC16    | ۹ اکتبر ۱۹۹۳    |
| ۱۲۰۵۰۹ | 1993 TJ16    | ۹ اکتبر ۱۹۹۳    |
| ۱۲۰۵۱۰ | 1993 TU16    | ۹ اکتبر ۱۹۹۳    |
| ۱۲۰۵۱۱ | 1993 TA20    | ۹ اکتبر ۱۹۹۳    |
| ۱۲۰۵۱۲ | 1993 TW20    | ۹ اکتبر ۱۹۹۳    |
| ۱۲۰۵۱۳ | 1993 TJ25    | ۹ اکتبر ۱۹۹۳    |
| ۱۲۰۵۱۴ | 1993 TY26    | ۹ اکتبر ۱۹۹۳    |
| ۱۲۰۵۱۵ | 1993 TX31    | ۹ اکتبر ۱۹۹۳    |
| ۱۲۰۵۱۶ | 1993 TY33    | ۹ اکتبر ۱۹۹۳    |
| ۱۲۰۵۱۷ | 1993 UU8     | ۲۰ اکتبر ۱۹۹۳   |
| ۱۲۰۵۱۸ | 1993 VC7     | ۹ نوامبر ۱۹۹۳   |
| ۱۲۰۵۱۹ | 1994 AM7     | ۷ ژانویه ۱۹۹۴   |
| ۱۲۰۵۲۰ | 1994 AW14    | ۱۳ ژانویه ۱۹۹۴  |
| ۱۲۰۵۲۱ | 1994 CY11    | ۷ فوریه ۱۹۹۴    |
| ۱۲۰۵۲۲ | 1994 NU2     | ۱۱ ژوئیه ۱۹۹۴   |
| ۱۲۰۵۲۳ | 1994 PR4     | ۱۰ اوت ۱۹۹۴     |
| ۱۲۰۵۲۴ | 1994 PW4     | ۱۰ اوت ۱۹۹۴     |
| ۱۲۰۵۲۵ | 1994 PV6     | ۱۰ اوت ۱۹۹۴     |
| ۱۲۰۵۲۶ | 1994 PB7     | ۱۰ اوت ۱۹۹۴     |
| ۱۲۰۵۲۷ | 1994 PZ7     | ۱۰ اوت ۱۹۹۴     |
| ۱۲۰۵۲۸ | 1994 PD12    | ۱۰ اوت ۱۹۹۴     |
| ۱۲۰۵۲۹ | 1994 PH20    | ۱۲ اوت ۱۹۹۴     |
| ۱۲۰۵۳۰ | 1994 PJ21    | ۱۲ اوت ۱۹۹۴     |
| ۱۲۰۵۳۱ | 1994 PV26    | ۱۲ اوت ۱۹۹۴     |
| ۱۲۰۵۳۲ | 1994 PX38    | ۱۰ اوت ۱۹۹۴     |
| ۱۲۰۵۳۳ | 1994 PM39    | ۱۰ اوت ۱۹۹۴     |
| ۱۲۰۵۳۴ | 1994 RS5     | ۱۲ سپتامبر ۱۹۹۴ |
| ۱۲۰۵۳۵ | 1994 RO6     | ۱۲ سپتامبر ۱۹۹۴ |
| ۱۲۰۵۳۶ | 1994 RV10    | ۱۲ سپتامبر ۱۹۹۴ |
| ۱۲۰۵۳۷ | 1994 RO29    | ۳ سپتامبر ۱۹۹۴  |
| ۱۲۰۵۳۸ | 1994 SP5     | ۲۸ سپتامبر ۱۹۹۴ |
| ۱۲۰۵۳۹ | 1994 SQ5     | ۲۸ سپتامبر ۱۹۹۴ |
| ۱۲۰۵۴۰ | 1994 SK13    | ۳۰ سپتامبر ۱۹۹۴ |
| ۱۲۰۵۴۱ | 1994 TX3     | ۲ اکتبر ۱۹۹۴    |
| ۱۲۰۵۴۲ | 1994 TX8     | ۸ اکتبر ۱۹۹۴    |
| ۱۲۰۵۴۳ | 1994 UC7     | ۲۸ اکتبر ۱۹۹۴   |
| ۱۲۰۵۴۳ | 1994 WK      | ۲۵ نوامبر ۱۹۹۴  |
| ۱۲۰۵۴۳ | 1994 WS      | ۲۵ نوامبر ۱۹۹۴  |
| ۱۲۰۵۴۶ | 1994 WJ8     | ۲۸ نوامبر ۱۹۹۴  |
| ۱۲۰۵۴۷ | 1994 YJ3     | ۳۱ دسامبر ۱۹۹۴  |
| ۱۲۰۵۴۷ | 1995 BO      | ۲۳ ژانویه ۱۹۹۵  |
| ۱۲۰۵۴۹ | 1995 BL10    | ۲۹ ژانویه ۱۹۹۵  |
| ۱۲۰۵۵۰ | 1995 BS10    | ۲۹ ژانویه ۱۹۹۵  |
| ۱۲۰۵۵۱ | 1995 BX10    | ۲۹ ژانویه ۱۹۹۵  |
| ۱۲۰۵۵۲ | 1995 CY2     | ۱ فوریه ۱۹۹۵    |
| ۱۲۰۵۵۳ | 1995 CZ2     | ۱ فوریه ۱۹۹۵    |
| ۱۲۰۵۵۴ | 1995 CW5     | ۱ فوریه ۱۹۹۵    |
| ۱۲۰۵۵۵ | 1995 CV8     | ۴ فوریه ۱۹۹۵    |
| ۱۲۰۵۵۶ | 1995 CG10    | ۴ فوریه ۱۹۹۵    |
| ۱۲۰۵۵۷ | 1995 DY3     | ۲۱ فوریه ۱۹۹۵   |
| ۱۲۰۵۵۸ | 1995 DN4     | ۲۱ فوریه ۱۹۹۵   |
| ۱۲۰۵۵۹ | 1995 EB2     | ۱ مارس ۱۹۹۵     |
| ۱۲۰۵۶۰ | 1995 EZ4     | ۲ مارس ۱۹۹۵     |
| ۱۲۰۵۶۱ | 1995 EJ5     | ۲ مارس ۱۹۹۵     |
| ۱۲۰۵۶۲ | 1995 FP4     | ۲۳ مارس ۱۹۹۵    |
| ۱۲۰۵۶۳ | 1995 FY4     | ۲۳ مارس ۱۹۹۵    |
| ۱۲۰۵۶۴ | 1995 FD5     | ۲۳ مارس ۱۹۹۵    |
| ۱۲۰۵۶۵ | 1995 FX5     | ۲۳ مارس ۱۹۹۵    |
| ۱۲۰۵۶۶ | 1995 FB6     | ۲۳ مارس ۱۹۹۵    |
| ۱۲۰۵۶۷ | 1995 FU6     | ۲۳ مارس ۱۹۹۵    |
| ۱۲۰۵۶۸ | 1995 FX12    | ۲۷ مارس ۱۹۹۵    |
| ۱۲۰۵۶۹ | Huangrunqian | ۲۴ مارس ۱۹۹۵    |
| ۱۲۰۵۷۰ | 1995 GK2     | ۲ آوریل ۱۹۹۵    |
| ۱۲۰۵۷۱ | 1995 HF1     | ۲۴ آوریل ۱۹۹۵   |
| ۱۲۰۵۷۲ | 1995 MQ4     | ۲۹ ژوئن ۱۹۹۵    |
| ۱۲۰۵۷۳ | 1995 MU7     | ۲۵ ژوئن ۱۹۹۵    |
| ۱۲۰۵۷۴ | 1995 OB10    | ۱۹ ژوئیه ۱۹۹۵   |
| ۱۲۰۵۷۴ | 1995 QD      | ۱۷ اوت ۱۹۹۵     |
| ۱۲۰۵۷۶ | 1995 QK2     | ۲۵ اوت ۱۹۹۵     |
| ۱۲۰۵۷۷ | 1995 QU5     | ۲۲ اوت ۱۹۹۵     |
| ۱۲۰۵۷۸ | 1995 QV12    | ۲۲ اوت ۱۹۹۵     |
| ۱۲۰۵۷۹ | 1995 QB15    | ۲۸ اوت ۱۹۹۵     |
| ۱۲۰۵۷۹ | 1995 SF      | ۱۷ سپتامبر ۱۹۹۵ |
| ۱۲۰۵۸۱ | 1995 SN7     | ۱۷ سپتامبر ۱۹۹۵ |
| ۱۲۰۵۸۲ | 1995 SB12    | ۱۸ سپتامبر ۱۹۹۵ |
| ۱۲۰۵۸۳ | 1995 SS15    | ۱۸ سپتامبر ۱۹۹۵ |
| ۱۲۰۵۸۴ | 1995 SU15    | ۱۸ سپتامبر ۱۹۹۵ |
| ۱۲۰۵۸۵ | 1995 SA24    | ۱۹ سپتامبر ۱۹۹۵ |
| ۱۲۰۵۸۶ | 1995 SE25    | ۱۹ سپتامبر ۱۹۹۵ |
| ۱۲۰۵۸۷ | 1995 SM31    | ۲۱ سپتامبر ۱۹۹۵ |
| ۱۲۰۵۸۸ | 1995 SK34    | ۲۲ سپتامبر ۱۹۹۵ |
| ۱۲۰۵۸۹ | 1995 SP34    | ۲۲ سپتامبر ۱۹۹۵ |
| ۱۲۰۵۹۰ | 1995 ST42    | ۲۵ سپتامبر ۱۹۹۵ |
| ۱۲۰۵۹۱ | 1995 SE51    | ۲۶ سپتامبر ۱۹۹۵ |
| ۱۲۰۵۹۲ | 1995 SM52    | ۲۹ سپتامبر ۱۹۹۵ |
| ۱۲۰۵۹۳ | 1995 SR62    | ۲۵ سپتامبر ۱۹۹۵ |
| ۱۲۰۵۹۴ | 1995 SD72    | ۱۹ سپتامبر ۱۹۹۵ |
| ۱۲۰۵۹۵ | 1995 TK6     | ۱۵ اکتبر ۱۹۹۵   |
| ۱۲۰۵۹۶ | 1995 UM12    | ۱۷ اکتبر ۱۹۹۵   |
| ۱۲۰۵۹۷ | 1995 UW14    | ۱۷ اکتبر ۱۹۹۵   |
| ۱۲۰۵۹۸ | 1995 UU17    | ۱۸ اکتبر ۱۹۹۵   |
| ۱۲۰۵۹۹ | 1995 UN35    | ۲۱ اکتبر ۱۹۹۵   |
| ۱۲۰۶۰۰ | 1995 UE56    | ۲۳ اکتبر ۱۹۹۵   |
| ۱۲۰۶۰۱ | 1995 UN73    | ۲۰ اکتبر ۱۹۹۵   |
| ۱۲۰۶۰۲ | 1995 VZ1     | ۱۱ نوامبر ۱۹۹۵  |
| ۱۲۰۶۰۳ | 1995 VN4     | ۱۴ نوامبر ۱۹۹۵  |
| ۱۲۰۶۰۴ | 1995 VF7     | ۱۴ نوامبر ۱۹۹۵  |
| ۱۲۰۶۰۵ | 1995 VX7     | ۱۴ نوامبر ۱۹۹۵  |
| ۱۲۰۶۰۶ | 1995 VH11    | ۱۵ نوامبر ۱۹۹۵  |
| ۱۲۰۶۰۷ | 1995 VH17    | ۱۵ نوامبر ۱۹۹۵  |
| ۱۲۰۶۰۸ | 1995 WV11    | ۱۶ نوامبر ۱۹۹۵  |
| ۱۲۰۶۰۹ | 1995 WW12    | ۱۶ نوامبر ۱۹۹۵  |
| ۱۲۰۶۱۰ | 1995 WF15    | ۱۷ نوامبر ۱۹۹۵  |
| ۱۲۰۶۱۱ | 1995 WB17    | ۱۷ نوامبر ۱۹۹۵  |
| ۱۲۰۶۱۲ | 1995 WF18    | ۱۷ نوامبر ۱۹۹۵  |
| ۱۲۰۶۱۳ | 1995 WV19    | ۱۷ نوامبر ۱۹۹۵  |
| ۱۲۰۶۱۴ | 1995 WZ24    | ۱۸ نوامبر ۱۹۹۵  |
| ۱۲۰۶۱۵ | 1995 WO27    | ۱۹ نوامبر ۱۹۹۵  |
| ۱۲۰۶۱۶ | 1995 WE33    | ۲۰ نوامبر ۱۹۹۵  |
| ۱۲۰۶۱۷ | 1995 XE4     | ۱۴ دسامبر ۱۹۹۵  |
| ۱۲۰۶۱۸ | 1995 YD5     | ۱۶ دسامبر ۱۹۹۵  |
| ۱۲۰۶۱۹ | 1995 YU10    | ۱۸ دسامبر ۱۹۹۵  |
| ۱۲۰۶۲۰ | 1995 YT20    | ۲۵ دسامبر ۱۹۹۵  |
| ۱۲۰۶۲۱ | 1996 AS13    | ۱۵ ژانویه ۱۹۹۶  |
| ۱۲۰۶۲۲ | 1996 AD14    | ۱۵ ژانویه ۱۹۹۶  |
| ۱۲۰۶۲۳ | 1996 BM6     | ۱۸ ژانویه ۱۹۹۶  |
| ۱۲۰۶۲۴ | 1996 EM2     | ۱۱ مارس ۱۹۹۶    |
| ۱۲۰۶۲۵ | 1996 ES6     | ۱۱ مارس ۱۹۹۶    |
| ۱۲۰۶۲۶ | 1996 EE8     | ۱۱ مارس ۱۹۹۶    |
| ۱۲۰۶۲۷ | 1996 EM9     | ۱۲ مارس ۱۹۹۶    |
| ۱۲۰۶۲۸ | 1996 FO21    | ۲۴ مارس ۱۹۹۶    |
| ۱۲۰۶۲۹ | 1996 GC8     | ۱۲ آوریل ۱۹۹۶   |
| ۱۲۰۶۳۰ | 1996 GL8     | ۱۳ آوریل ۱۹۹۶   |
| ۱۲۰۶۳۱ | 1996 GX9     | ۱۳ آوریل ۱۹۹۶   |
| ۱۲۰۶۳۲ | 1996 GC10    | ۱۳ آوریل ۱۹۹۶   |
| ۱۲۰۶۳۳ | 1996 GZ11    | ۱۵ آوریل ۱۹۹۶   |
| ۱۲۰۶۳۴ | 1996 GP14    | ۱۲ آوریل ۱۹۹۶   |
| ۱۲۰۶۳۵ | 1996 HE16    | ۱۸ آوریل ۱۹۹۶   |
| ۱۲۰۶۳۶ | 1996 HW17    | ۱۸ آوریل ۱۹۹۶   |
| ۱۲۰۶۳۷ | 1996 JC12    | ۹ مه ۱۹۹۶       |
| ۱۲۰۶۳۸ | 1996 JC13    | ۱۱ مه ۱۹۹۶      |
| ۱۲۰۶۳۹ | 1996 KJ3     | ۲۴ مه ۱۹۹۶      |
| ۱۲۰۶۳۹ | 1996 PN      | ۹ اوت ۱۹۹۶      |
| ۱۲۰۶۴۱ | 1996 PH4     | ۱۰ اوت ۱۹۹۶     |
| ۱۲۰۶۴۲ | 1996 PY5     | ۱۰ اوت ۱۹۹۶     |
| ۱۲۰۶۴۲ | 1996 RU      | ۱۰ سپتامبر ۱۹۹۶ |
| ۱۲۰۶۴۴ | 1996 RM3     | ۱۱ سپتامبر ۱۹۹۶ |
| ۱۲۰۶۴۵ | 1996 RA10    | ۷ سپتامبر ۱۹۹۶  |
| ۱۲۰۶۴۶ | 1996 RE17    | ۱۳ سپتامبر ۱۹۹۶ |
| ۱۲۰۶۴۷ | 1996 SZ3     | ۲۱ سپتامبر ۱۹۹۶ |
| ۱۲۰۶۴۸ | 1996 SE4     | ۱۹ سپتامبر ۱۹۹۶ |
| ۱۲۰۶۴۹ | 1996 TZ3     | ۸ اکتبر ۱۹۹۶    |
| ۱۲۰۶۵۰ | 1996 TV7     | ۱۱ اکتبر ۱۹۹۶   |
| ۱۲۰۶۵۱ | 1996 TA10    | ۱۵ اکتبر ۱۹۹۶   |
| ۱۲۰۶۵۲ | 1996 TF16    | ۴ اکتبر ۱۹۹۶    |
| ۱۲۰۶۵۳ | 1996 TB19    | ۴ اکتبر ۱۹۹۶    |
| ۱۲۰۶۵۴ | 1996 TU26    | ۷ اکتبر ۱۹۹۶    |
| ۱۲۰۶۵۵ | 1996 TZ29    | ۷ اکتبر ۱۹۹۶    |
| ۱۲۰۶۵۶ | 1996 TV45    | ۷ اکتبر ۱۹۹۶    |
| ۱۲۰۶۵۷ | 1996 UP2     | ۱۷ اکتبر ۱۹۹۶   |
| ۱۲۰۶۵۸ | 1996 UQ2     | ۱۷ اکتبر ۱۹۹۶   |
| ۱۲۰۶۵۹ | 1996 UX2     | ۱۸ اکتبر ۱۹۹۶   |
| ۱۲۰۶۵۹ | 1996 VA      | ۱ نوامبر ۱۹۹۶   |
| ۱۲۰۶۶۱ | 1996 VZ2     | ۱۱ نوامبر ۱۹۹۶  |
| ۱۲۰۶۶۲ | 1996 VK9     | ۳ نوامبر ۱۹۹۶   |
| ۱۲۰۶۶۳ | 1996 VN15    | ۵ نوامبر ۱۹۹۶   |
| ۱۲۰۶۶۴ | 1996 VR15    | ۵ نوامبر ۱۹۹۶   |
| ۱۲۰۶۶۴ | 1996 XT      | ۱ دسامبر ۱۹۹۶   |
| ۱۲۰۶۶۶ | 1996 XL4     | ۶ دسامبر ۱۹۹۶   |
| ۱۲۰۶۶۷ | 1996 XB8     | ۱ دسامبر ۱۹۹۶   |
| ۱۲۰۶۶۸ | 1996 XM8     | ۶ دسامبر ۱۹۹۶   |
| ۱۲۰۶۶۹ | 1996 XT13    | ۴ دسامبر ۱۹۹۶   |
| ۱۲۰۶۷۰ | 1996 XM21    | ۸ دسامبر ۱۹۹۶   |
| ۱۲۰۶۷۱ | 1996 XT25    | ۱۲ دسامبر ۱۹۹۶  |
| ۱۲۰۶۷۱ | 1997 AK      | ۲ ژانویه ۱۹۹۷   |
| ۱۲۰۶۷۳ | 1997 AA6     | ۲ ژانویه ۱۹۹۷   |
| ۱۲۰۶۷۴ | 1997 AV7     | ۲ ژانویه ۱۹۹۷   |
| ۱۲۰۶۷۵ | 1997 AO10    | ۹ ژانویه ۱۹۹۷   |
| ۱۲۰۶۷۶ | 1997 AO16    | ۱۴ ژانویه ۱۹۹۷  |
| ۱۲۰۶۷۷ | 1997 AW20    | ۱۱ ژانویه ۱۹۹۷  |
| ۱۲۰۶۷۸ | 1997 BB4     | ۳۱ ژانویه ۱۹۹۷  |
| ۱۲۰۶۷۹ | 1997 BW4     | ۲۹ ژانویه ۱۹۹۷  |
| ۱۲۰۶۸۰ | 1997 BT5     | ۳۱ ژانویه ۱۹۹۷  |
| ۱۲۰۶۸۱ | 1997 BB6     | ۳۱ ژانویه ۱۹۹۷  |
| ۱۲۰۶۸۲ | 1997 CZ1     | ۱ فوریه ۱۹۹۷    |
| ۱۲۰۶۸۳ | 1997 CJ6     | ۶ فوریه ۱۹۹۷    |
| ۱۲۰۶۸۴ | 1997 CA9     | ۱ فوریه ۱۹۹۷    |
| ۱۲۰۶۸۵ | 1997 CM9     | ۱ فوریه ۱۹۹۷    |
| ۱۲۰۶۸۶ | 1997 CY10    | ۳ فوریه ۱۹۹۷    |
| ۱۲۰۶۸۷ | 1997 CJ11    | ۳ فوریه ۱۹۹۷    |
| ۱۲۰۶۸۸ | 1997 CM23    | ۷ فوریه ۱۹۹۷    |
| ۱۲۰۶۸۹ | 1997 EG5     | ۴ مارس ۱۹۹۷     |
| ۱۲۰۶۹۰ | 1997 EE9     | ۲ مارس ۱۹۹۷     |
| ۱۲۰۶۹۱ | 1997 EZ28    | ۱۰ مارس ۱۹۹۷    |
| ۱۲۰۶۹۲ | 1997 EA37    | ۵ مارس ۱۹۹۷     |
| ۱۲۰۶۹۳ | 1997 GN1     | ۸ آوریل ۱۹۹۷    |
| ۱۲۰۶۹۴ | 1997 GV5     | ۲ آوریل ۱۹۹۷    |
| ۱۲۰۶۹۵ | 1997 GU40    | ۷ آوریل ۱۹۹۷    |
| ۱۲۰۶۹۵ | 1997 HH      | ۲۸ آوریل ۱۹۹۷   |
| ۱۲۰۶۹۷ | 1997 HP1     | ۲۸ آوریل ۱۹۹۷   |
| ۱۲۰۶۹۸ | 1997 HG13    | ۳۰ آوریل ۱۹۹۷   |
| ۱۲۰۶۹۹ | 1997 HM14    | ۲۷ آوریل ۱۹۹۷   |
| ۱۲۰۷۰۰ | 1997 HO16    | ۳۰ آوریل ۱۹۹۷   |
| ۱۲۰۷۰۱ | 1997 HR16    | ۳۰ آوریل ۱۹۹۷   |
| ۱۲۰۷۰۲ | 1997 JC5     | ۸ مه ۱۹۹۷       |
| ۱۲۰۷۰۳ | 1997 JM13    | ۳ مه ۱۹۹۷       |
| ۱۲۰۷۰۴ | 1997 KO3     | ۳۱ مه ۱۹۹۷      |
| ۱۲۰۷۰۵ | 1997 LH14    | ۸ ژوئن ۱۹۹۷     |
| ۱۲۰۷۰۶ | 1997 MD1     | ۲۶ ژوئن ۱۹۹۷    |
| ۱۲۰۷۰۷ | 1997 ML1     | ۲۷ ژوئن ۱۹۹۷    |
| ۱۲۰۷۰۸ | 1997 MA2     | ۲۶ ژوئن ۱۹۹۷    |
| ۱۲۰۷۰۹ | 1997 MC5     | ۲۹ ژوئن ۱۹۹۷    |
| ۱۲۰۷۱۰ | 1997 MX8     | ۲۹ ژوئن ۱۹۹۷    |
| ۱۲۰۷۱۱ | 1997 MC9     | ۳۰ ژوئن ۱۹۹۷    |
| ۱۲۰۷۱۲ | 1997 MH9     | ۳۰ ژوئن ۱۹۹۷    |
| ۱۲۰۷۱۳ | 1997 QO2     | ۳۰ اوت ۱۹۹۷     |
| ۱۲۰۷۱۴ | 1997 SQ3     | ۲۵ سپتامبر ۱۹۹۷ |
| ۱۲۰۷۱۵ | 1997 SG4     | ۲۷ سپتامبر ۱۹۹۷ |
| ۱۲۰۷۱۶ | 1997 SM5     | ۲۸ سپتامبر ۱۹۹۷ |
| ۱۲۰۷۱۷ | 1997 SG6     | ۲۳ سپتامبر ۱۹۹۷ |
| ۱۲۰۷۱۸ | 1997 SF8     | ۲۳ سپتامبر ۱۹۹۷ |
| ۱۲۰۷۱۹ | 1997 SQ11    | ۲۷ سپتامبر ۱۹۹۷ |
| ۱۲۰۷۲۰ | 1997 SG12    | ۲۷ سپتامبر ۱۹۹۷ |
| ۱۲۰۷۲۱ | 1997 SP13    | ۲۸ سپتامبر ۱۹۹۷ |
| ۱۲۰۷۲۲ | 1997 SV13    | ۲۸ سپتامبر ۱۹۹۷ |
| ۱۲۰۷۲۳ | 1997 SA16    | ۲۷ سپتامبر ۱۹۹۷ |
| ۱۲۰۷۲۴ | 1997 SV16    | ۲۸ سپتامبر ۱۹۹۷ |
| ۱۲۰۷۲۵ | 1997 SL18    | ۲۸ سپتامبر ۱۹۹۷ |
| ۱۲۰۷۲۶ | 1997 SR30    | ۲۵ سپتامبر ۱۹۹۷ |
| ۱۲۰۷۲۷ | 1997 SF32    | ۲۷ سپتامبر ۱۹۹۷ |
| ۱۲۰۷۲۸ | 1997 SG32    | ۲۸ سپتامبر ۱۹۹۷ |
| ۱۲۰۷۲۹ | 1997 SH32    | ۲۸ سپتامبر ۱۹۹۷ |
| ۱۲۰۷۳۰ | 1997 SN33    | ۲۶ سپتامبر ۱۹۹۷ |
| ۱۲۰۷۳۱ | 1997 TY2     | ۳ اکتبر ۱۹۹۷    |
| ۱۲۰۷۳۲ | 1997 TS3     | ۳ اکتبر ۱۹۹۷    |
| ۱۲۰۷۳۳ | 1997 TN5     | ۲ اکتبر ۱۹۹۷    |
| ۱۲۰۷۳۴ | 1997 TH9     | ۲ اکتبر ۱۹۹۷    |
| ۱۲۰۷۳۵ | 1997 TD11    | ۷ اکتبر ۱۹۹۷    |
| ۱۲۰۷۳۶ | 1997 TA17    | ۹ اکتبر ۱۹۹۷    |
| ۱۲۰۷۳۷ | 1997 TL17    | ۸ اکتبر ۱۹۹۷    |
| ۱۲۰۷۳۸ | 1997 TO17    | ۲ اکتبر ۱۹۹۷    |
| ۱۲۰۷۳۹ | 1997 TE26    | ۱۱ اکتبر ۱۹۹۷   |
| ۱۲۰۷۴۰ | 1997 UE16    | ۲۳ اکتبر ۱۹۹۷   |
| ۱۲۰۷۴۱ | 1997 UJ22    | ۲۶ اکتبر ۱۹۹۷   |
| ۱۲۰۷۴۲ | 1997 VW1     | ۴ نوامبر ۱۹۹۷   |
| ۱۲۰۷۴۳ | 1997 VN5     | ۸ نوامبر ۱۹۹۷   |
| ۱۲۰۷۴۴ | 1997 WX4     | ۲۱ نوامبر ۱۹۹۷  |
| ۱۲۰۷۴۵ | 1997 WR9     | ۲۱ نوامبر ۱۹۹۷  |
| ۱۲۰۷۴۶ | 1997 WC10    | ۲۱ نوامبر ۱۹۹۷  |
| ۱۲۰۷۴۷ | 1997 WE11    | ۲۲ نوامبر ۱۹۹۷  |
| ۱۲۰۷۴۸ | 1997 WB12    | ۲۲ نوامبر ۱۹۹۷  |
| ۱۲۰۷۴۹ | 1997 WR12    | ۲۳ نوامبر ۱۹۹۷  |
| ۱۲۰۷۵۰ | 1997 WX19    | ۲۴ نوامبر ۱۹۹۷  |
| ۱۲۰۷۵۱ | 1997 WH21    | ۳۰ نوامبر ۱۹۹۷  |
| ۱۲۰۷۵۲ | 1997 WW24    | ۲۸ نوامبر ۱۹۹۷  |
| ۱۲۰۷۵۳ | 1997 WW28    | ۲۹ نوامبر ۱۹۹۷  |
| ۱۲۰۷۵۴ | 1997 WL31    | ۲۹ نوامبر ۱۹۹۷  |
| ۱۲۰۷۵۵ | 1997 WH39    | ۲۹ نوامبر ۱۹۹۷  |
| ۱۲۰۷۵۶ | 1997 XN7     | ۵ دسامبر ۱۹۹۷   |
| ۱۲۰۷۵۷ | 1997 YS7     | ۲۱ دسامبر ۱۹۹۷  |
| ۱۲۰۷۵۸ | 1997 YO13    | ۲۹ دسامبر ۱۹۹۷  |
| ۱۲۰۷۵۹ | 1997 YY17    | ۳۱ دسامبر ۱۹۹۷  |
| ۱۲۰۷۶۰ | 1997 YQ18    | ۲۹ دسامبر ۱۹۹۷  |
| ۱۲۰۷۶۱ | 1998 AX1     | ۱ ژانویه ۱۹۹۸   |
| ۱۲۰۷۶۲ | 1998 AQ4     | ۶ ژانویه ۱۹۹۸   |
| ۱۲۰۷۶۳ | 1998 BW5     | ۲۲ ژانویه ۱۹۹۸  |
| ۱۲۰۷۶۴ | 1998 BV8     | ۱۸ ژانویه ۱۹۹۸  |
| ۱۲۰۷۶۵ | 1998 BD13    | ۲۳ ژانویه ۱۹۹۸  |
| ۱۲۰۷۶۶ | 1998 BA16    | ۲۶ ژانویه ۱۹۹۸  |
| ۱۲۰۷۶۷ | 1998 BS26    | ۲۷ ژانویه ۱۹۹۸  |
| ۱۲۰۷۶۸ | 1998 BM29    | ۲۵ ژانویه ۱۹۹۸  |
| ۱۲۰۷۶۹ | 1998 CM1     | ۶ فوریه ۱۹۹۸    |
| ۱۲۰۷۷۰ | 1998 DB7     | ۱۷ فوریه ۱۹۹۸   |
| ۱۲۰۷۷۱ | 1998 DD8     | ۲۱ فوریه ۱۹۹۸   |
| ۱۲۰۷۷۲ | 1998 DM15    | ۲۲ فوریه ۱۹۹۸   |
| ۱۲۰۷۷۳ | 1998 DA19    | ۲۴ فوریه ۱۹۹۸   |
| ۱۲۰۷۷۴ | 1998 DQ20    | ۲۴ فوریه ۱۹۹۸   |
| ۱۲۰۷۷۵ | 1998 DB23    | ۲۴ فوریه ۱۹۹۸   |
| ۱۲۰۷۷۶ | 1998 DQ23    | ۲۸ فوریه ۱۹۹۸   |
| ۱۲۰۷۷۷ | 1998 DZ25    | ۲۳ فوریه ۱۹۹۸   |
| ۱۲۰۷۷۸ | 1998 DQ34    | ۲۷ فوریه ۱۹۹۸   |
| ۱۲۰۷۷۹ | 1998 ET8     | ۵ مارس ۱۹۹۸     |
| ۱۲۰۷۸۰ | 1998 EY10    | ۱ مارس ۱۹۹۸     |
| ۱۲۰۷۸۱ | 1998 EL11    | ۱ مارس ۱۹۹۸     |
| ۱۲۰۷۸۲ | 1998 EM12    | ۱ مارس ۱۹۹۸     |
| ۱۲۰۷۸۳ | 1998 EN19    | ۳ مارس ۱۹۹۸     |
| ۱۲۰۷۸۴ | 1998 EY20    | ۳ مارس ۱۹۹۸     |
| ۱۲۰۷۸۵ | 1998 FT3     | ۲۰ مارس ۱۹۹۸    |
| ۱۲۰۷۸۶ | 1998 FO7     | ۲۰ مارس ۱۹۹۸    |
| ۱۲۰۷۸۷ | 1998 FS12    | ۲۰ مارس ۱۹۹۸    |
| ۱۲۰۷۸۸ | 1998 FD16    | ۲۶ مارس ۱۹۹۸    |
| ۱۲۰۷۸۹ | 1998 FQ24    | ۲۰ مارس ۱۹۹۸    |
| ۱۲۰۷۹۰ | 1998 FX25    | ۲۰ مارس ۱۹۹۸    |
| ۱۲۰۷۹۱ | 1998 FP28    | ۲۰ مارس ۱۹۹۸    |
| ۱۲۰۷۹۲ | 1998 FE35    | ۲۰ مارس ۱۹۹۸    |
| ۱۲۰۷۹۳ | 1998 FT37    | ۲۰ مارس ۱۹۹۸    |
| ۱۲۰۷۹۴ | 1998 FX53    | ۲۰ مارس ۱۹۹۸    |
| ۱۲۰۷۹۵ | 1998 FR54    | ۲۰ مارس ۱۹۹۸    |
| ۱۲۰۷۹۶ | 1998 FF58    | ۲۰ مارس ۱۹۹۸    |
| ۱۲۰۷۹۷ | 1998 FW60    | ۲۰ مارس ۱۹۹۸    |
| ۱۲۰۷۹۸ | 1998 FO63    | ۲۰ مارس ۱۹۹۸    |
| ۱۲۰۷۹۹ | 1998 FA64    | ۲۰ مارس ۱۹۹۸    |
| ۱۲۰۸۰۰ | 1998 FN68    | ۲۰ مارس ۱۹۹۸    |
| ۱۲۰۸۰۱ | 1998 FU72    | ۳۰ مارس ۱۹۹۸    |
| ۱۲۰۸۰۲ | 1998 FV94    | ۲۴ مارس ۱۹۹۸    |
| ۱۲۰۸۰۳ | 1998 FY114   | ۳۱ مارس ۱۹۹۸    |
| ۱۲۰۸۰۴ | 1998 FJ125   | ۲۴ مارس ۱۹۹۸    |
| ۱۲۰۸۰۵ | 1998 FF138   | ۲۸ مارس ۱۹۹۸    |
| ۱۲۰۸۰۶ | 1998 GE6     | ۲ آوریل ۱۹۹۸    |
| ۱۲۰۸۰۶ | 1998 HK      | ۱۸ آوریل ۱۹۹۸   |
| ۱۲۰۸۰۸ | 1998 HL7     | ۲۳ آوریل ۱۹۹۸   |
| ۱۲۰۸۰۹ | 1998 HU7     | ۲۱ آوریل ۱۹۹۸   |
| ۱۲۰۸۱۰ | 1998 HA12    | ۱۹ آوریل ۱۹۹۸   |
| ۱۲۰۸۱۱ | 1998 HT17    | ۱۸ آوریل ۱۹۹۸   |
| ۱۲۰۸۱۲ | 1998 HZ24    | ۱۷ آوریل ۱۹۹۸   |
| ۱۲۰۸۱۳ | 1998 HW28    | ۲۷ آوریل ۱۹۹۸   |
| ۱۲۰۸۱۴ | 1998 HW37    | ۲۰ آوریل ۱۹۹۸   |
| ۱۲۰۸۱۵ | 1998 HB42    | ۲۴ آوریل ۱۹۹۸   |
| ۱۲۰۸۱۶ | 1998 HN42    | ۳۰ آوریل ۱۹۹۸   |
| ۱۲۰۸۱۷ | 1998 HW55    | ۲۱ آوریل ۱۹۹۸   |
| ۱۲۰۸۱۸ | 1998 HA68    | ۲۱ آوریل ۱۹۹۸   |
| ۱۲۰۸۱۹ | 1998 HA87    | ۲۱ آوریل ۱۹۹۸   |
| ۱۲۰۸۲۰ | 1998 HL89    | ۲۱ آوریل ۱۹۹۸   |
| ۱۲۰۸۲۱ | 1998 HY94    | ۲۱ آوریل ۱۹۹۸   |
| ۱۲۰۸۲۲ | 1998 HK96    | ۲۱ آوریل ۱۹۹۸   |
| ۱۲۰۸۲۳ | 1998 HZ107   | ۲۳ آوریل ۱۹۹۸   |
| ۱۲۰۸۲۴ | 1998 HG109   | ۲۳ آوریل ۱۹۹۸   |
| ۱۲۰۸۲۵ | 1998 HE111   | ۲۳ آوریل ۱۹۹۸   |
| ۱۲۰۸۲۶ | 1998 HH112   | ۲۳ آوریل ۱۹۹۸   |
| ۱۲۰۸۲۷ | 1998 HZ115   | ۲۳ آوریل ۱۹۹۸   |
| ۱۲۰۸۲۸ | 1998 HE122   | ۲۳ آوریل ۱۹۹۸   |
| ۱۲۰۸۲۹ | 1998 HV124   | ۲۳ آوریل ۱۹۹۸   |
| ۱۲۰۸۳۰ | 1998 HB130   | ۱۹ آوریل ۱۹۹۸   |
| ۱۲۰۸۳۱ | 1998 HN130   | ۱۹ آوریل ۱۹۹۸   |
| ۱۲۰۸۳۲ | 1998 HQ133   | ۱۹ آوریل ۱۹۹۸   |
| ۱۲۰۸۳۳ | 1998 HF146   | ۲۱ آوریل ۱۹۹۸   |
| ۱۲۰۸۳۴ | 1998 HG146   | ۲۱ آوریل ۱۹۹۸   |
| ۱۲۰۸۳۵ | 1998 HM153   | ۲۴ آوریل ۱۹۹۸   |
| ۱۲۰۸۳۶ | 1998 KL7     | ۲۳ مه ۱۹۹۸      |
| ۱۲۰۸۳۷ | 1998 KE9     | ۲۷ مه ۱۹۹۸      |
| ۱۲۰۸۳۸ | 1998 KN31    | ۲۲ مه ۱۹۹۸      |
| ۱۲۰۸۳۹ | 1998 KX38    | ۲۲ مه ۱۹۹۸      |
| ۱۲۰۸۴۰ | 1998 KH43    | ۲۸ مه ۱۹۹۸      |
| ۱۲۰۸۴۱ | 1998 KC52    | ۲۳ مه ۱۹۹۸      |
| ۱۲۰۸۴۲ | 1998 KD55    | ۲۳ مه ۱۹۹۸      |
| ۱۲۰۸۴۳ | 1998 KM57    | ۲۲ مه ۱۹۹۸      |
| ۱۲۰۸۴۴ | 1998 KL60    | ۲۳ مه ۱۹۹۸      |
| ۱۲۰۸۴۵ | 1998 KU63    | ۲۲ مه ۱۹۹۸      |
| ۱۲۰۸۴۶ | 1998 KM67    | ۲۳ مه ۱۹۹۸      |
| ۱۲۰۸۴۶ | 1998 MG      | ۱۷ ژوئن ۱۹۹۸    |
| ۱۲۰۸۴۸ | 1998 MM33    | ۲۴ ژوئن ۱۹۹۸    |
| ۱۲۰۸۴۹ | 1998 OJ3     | ۲۳ ژوئیه ۱۹۹۸   |
| ۱۲۰۸۵۰ | 1998 OO8     | ۲۶ ژوئیه ۱۹۹۸   |
| ۱۲۰۸۵۱ | 1998 OF12    | ۲۹ ژوئیه ۱۹۹۸   |
| ۱۲۰۸۵۲ | 1998 OO15    | ۲۰ ژوئیه ۱۹۹۸   |
| ۱۲۰۸۵۳ | 1998 QK4     | ۱۷ اوت ۱۹۹۸     |
| ۱۲۰۸۵۴ | 1998 QQ12    | ۱۷ اوت ۱۹۹۸     |
| ۱۲۰۸۵۵ | 1998 QO23    | ۱۷ اوت ۱۹۹۸     |
| ۱۲۰۸۵۶ | 1998 QP25    | ۱۷ اوت ۱۹۹۸     |
| ۱۲۰۸۵۷ | 1998 QX43    | ۱۷ اوت ۱۹۹۸     |
| ۱۲۰۸۵۸ | 1998 QT44    | ۱۷ اوت ۱۹۹۸     |
| ۱۲۰۸۵۹ | 1998 QT49    | ۱۷ اوت ۱۹۹۸     |
| ۱۲۰۸۶۰ | 1998 QW59    | ۲۶ اوت ۱۹۹۸     |
| ۱۲۰۸۶۱ | 1998 QA74    | ۲۴ اوت ۱۹۹۸     |
| ۱۲۰۸۶۲ | 1998 QL75    | ۲۴ اوت ۱۹۹۸     |
| ۱۲۰۸۶۳ | 1998 QF94    | ۱۷ اوت ۱۹۹۸     |
| ۱۲۰۸۶۴ | 1998 QK99    | ۲۶ اوت ۱۹۹۸     |
| ۱۲۰۸۶۵ | 1998 QN106   | ۲۵ اوت ۱۹۹۸     |
| ۱۲۰۸۶۶ | 1998 RL2     | ۱۵ سپتامبر ۱۹۹۸ |
| ۱۲۰۸۶۷ | 1998 RM2     | ۱۵ سپتامبر ۱۹۹۸ |
| ۱۲۰۸۶۸ | 1998 RA13    | ۱۴ سپتامبر ۱۹۹۸ |
| ۱۲۰۸۶۹ | 1998 RZ15    | ۱۴ سپتامبر ۱۹۹۸ |
| ۱۲۰۸۷۰ | 1998 RM16    | ۱۱ سپتامبر ۱۹۹۸ |
| ۱۲۰۸۷۱ | 1998 RT19    | ۱۴ سپتامبر ۱۹۹۸ |
| ۱۲۰۸۷۲ | 1998 RD23    | ۱۴ سپتامبر ۱۹۹۸ |
| ۱۲۰۸۷۳ | 1998 RH26    | ۱۴ سپتامبر ۱۹۹۸ |
| ۱۲۰۸۷۴ | 1998 RM27    | ۱۴ سپتامبر ۱۹۹۸ |
| ۱۲۰۸۷۵ | 1998 RU30    | ۱۴ سپتامبر ۱۹۹۸ |
| ۱۲۰۸۷۶ | 1998 RM31    | ۱۴ سپتامبر ۱۹۹۸ |
| ۱۲۰۸۷۷ | 1998 RF37    | ۱۴ سپتامبر ۱۹۹۸ |
| ۱۲۰۸۷۸ | 1998 RQ37    | ۱۴ سپتامبر ۱۹۹۸ |
| ۱۲۰۸۷۹ | 1998 RP41    | ۱۴ سپتامبر ۱۹۹۸ |
| ۱۲۰۸۸۰ | 1998 RW42    | ۱۴ سپتامبر ۱۹۹۸ |
| ۱۲۰۸۸۱ | 1998 RG45    | ۱۴ سپتامبر ۱۹۹۸ |
| ۱۲۰۸۸۲ | 1998 RM48    | ۱۴ سپتامبر ۱۹۹۸ |
| ۱۲۰۸۸۳ | 1998 RH49    | ۱۴ سپتامبر ۱۹۹۸ |
| ۱۲۰۸۸۴ | 1998 RY50    | ۱۴ سپتامبر ۱۹۹۸ |
| ۱۲۰۸۸۵ | 1998 RY53    | ۱۴ سپتامبر ۱۹۹۸ |
| ۱۲۰۸۸۶ | 1998 RV67    | ۱۴ سپتامبر ۱۹۹۸ |
| ۱۲۰۸۸۷ | 1998 RF70    | ۱۴ سپتامبر ۱۹۹۸ |
| ۱۲۰۸۸۸ | 1998 RM70    | ۱۴ سپتامبر ۱۹۹۸ |
| ۱۲۰۸۸۹ | 1998 RT75    | ۱۴ سپتامبر ۱۹۹۸ |
| ۱۲۰۸۸۹ | 1998 SU      | ۱۶ سپتامبر ۱۹۹۸ |
| ۱۲۰۸۹۱ | 1998 SD1     | ۱۶ سپتامبر ۱۹۹۸ |
| ۱۲۰۸۹۲ | 1998 SO3     | ۱۷ سپتامبر ۱۹۹۸ |
| ۱۲۰۸۹۳ | 1998 SN8     | ۲۰ سپتامبر ۱۹۹۸ |
| ۱۲۰۸۹۴ | 1998 SK13    | ۲۱ سپتامبر ۱۹۹۸ |
| ۱۲۰۸۹۵ | 1998 ST14    | ۱۸ سپتامبر ۱۹۹۸ |
| ۱۲۰۸۹۶ | 1998 SX19    | ۲۰ سپتامبر ۱۹۹۸ |
| ۱۲۰۸۹۷ | 1998 SD21    | ۲۱ سپتامبر ۱۹۹۸ |
| ۱۲۰۸۹۸ | 1998 SL21    | ۲۱ سپتامبر ۱۹۹۸ |
| ۱۲۰۸۹۹ | 1998 SN21    | ۲۱ سپتامبر ۱۹۹۸ |
| ۱۲۰۹۰۰ | 1998 SP25    | ۲۲ سپتامبر ۱۹۹۸ |
| ۱۲۰۹۰۱ | 1998 SD26    | ۲۲ سپتامبر ۱۹۹۸ |
| ۱۲۰۹۰۲ | 1998 SL28    | ۱۷ سپتامبر ۱۹۹۸ |
| ۱۲۰۹۰۳ | 1998 SV31    | ۲۰ سپتامبر ۱۹۹۸ |
| ۱۲۰۹۰۴ | 1998 SW31    | ۲۰ سپتامبر ۱۹۹۸ |
| ۱۲۰۹۰۵ | 1998 SY32    | ۲۳ سپتامبر ۱۹۹۸ |
| ۱۲۰۹۰۶ | 1998 SL39    | ۲۳ سپتامبر ۱۹۹۸ |
| ۱۲۰۹۰۷ | 1998 SW40    | ۲۵ سپتامبر ۱۹۹۸ |
| ۱۲۰۹۰۸ | 1998 SO41    | ۲۵ سپتامبر ۱۹۹۸ |
| ۱۲۰۹۰۹ | 1998 SO58    | ۱۷ سپتامبر ۱۹۹۸ |
| ۱۲۰۹۱۰ | 1998 SR59    | ۱۷ سپتامبر ۱۹۹۸ |
| ۱۲۰۹۱۱ | 1998 SP65    | ۲۰ سپتامبر ۱۹۹۸ |
| ۱۲۰۹۱۲ | 1998 SP75    | ۲۱ سپتامبر ۱۹۹۸ |
| ۱۲۰۹۱۳ | 1998 SE78    | ۲۶ سپتامبر ۱۹۹۸ |
| ۱۲۰۹۱۴ | 1998 SZ78    | ۲۶ سپتامبر ۱۹۹۸ |
| ۱۲۰۹۱۵ | 1998 SX81    | ۲۶ سپتامبر ۱۹۹۸ |
| ۱۲۰۹۱۶ | 1998 SB83    | ۲۶ سپتامبر ۱۹۹۸ |
| ۱۲۰۹۱۷ | 1998 SV83    | ۲۶ سپتامبر ۱۹۹۸ |
| ۱۲۰۹۱۸ | 1998 SA84    | ۲۶ سپتامبر ۱۹۹۸ |
| ۱۲۰۹۱۹ | 1998 SU85    | ۲۶ سپتامبر ۱۹۹۸ |
| ۱۲۰۹۲۰ | 1998 SY85    | ۲۶ سپتامبر ۱۹۹۸ |
| ۱۲۰۹۲۱ | 1998 SW92    | ۲۶ سپتامبر ۱۹۹۸ |
| ۱۲۰۹۲۲ | 1998 SO93    | ۲۶ سپتامبر ۱۹۹۸ |
| ۱۲۰۹۲۳ | 1998 SM99    | ۲۶ سپتامبر ۱۹۹۸ |
| ۱۲۰۹۲۴ | 1998 SS104   | ۲۶ سپتامبر ۱۹۹۸ |
| ۱۲۰۹۲۵ | 1998 SC107   | ۲۶ سپتامبر ۱۹۹۸ |
| ۱۲۰۹۲۶ | 1998 SH107   | ۲۶ سپتامبر ۱۹۹۸ |
| ۱۲۰۹۲۷ | 1998 SJ108   | ۲۶ سپتامبر ۱۹۹۸ |
| ۱۲۰۹۲۸ | 1998 SP109   | ۲۶ سپتامبر ۱۹۹۸ |
| ۱۲۰۹۲۹ | 1998 SM114   | ۲۶ سپتامبر ۱۹۹۸ |
| ۱۲۰۹۳۰ | 1998 SX121   | ۲۶ سپتامبر ۱۹۹۸ |
| ۱۲۰۹۳۱ | 1998 SU123   | ۲۶ سپتامبر ۱۹۹۸ |
| ۱۲۰۹۳۲ | 1998 SL131   | ۲۶ سپتامبر ۱۹۹۸ |
| ۱۲۰۹۳۳ | 1998 SL147   | ۲۰ سپتامبر ۱۹۹۸ |
| ۱۲۰۹۳۴ | 1998 SE149   | ۲۶ سپتامبر ۱۹۹۸ |
| ۱۲۰۹۳۵ | 1998 SG150   | ۲۶ سپتامبر ۱۹۹۸ |
| ۱۲۰۹۳۶ | 1998 SJ153   | ۲۶ سپتامبر ۱۹۹۸ |
| ۱۲۰۹۳۷ | 1998 SD155   | ۲۶ سپتامبر ۱۹۹۸ |
| ۱۲۰۹۳۸ | 1998 SB162   | ۲۶ سپتامبر ۱۹۹۸ |
| ۱۲۰۹۳۹ | 1998 SV162   | ۲۶ سپتامبر ۱۹۹۸ |
| ۱۲۰۹۴۰ | 1998 TN12    | ۱۳ اکتبر ۱۹۹۸   |
| ۱۲۰۹۴۱ | 1998 TB17    | ۱۴ اکتبر ۱۹۹۸   |
| ۱۲۰۹۴۲ | 1998 TB18    | ۱ اکتبر ۱۹۹۸    |
| ۱۲۰۹۴۳ | 1998 TN22    | ۱۳ اکتبر ۱۹۹۸   |
| ۱۲۰۹۴۴ | 1998 TH23    | ۱۴ اکتبر ۱۹۹۸   |
| ۱۲۰۹۴۵ | 1998 TJ26    | ۱۴ اکتبر ۱۹۹۸   |
| ۱۲۰۹۴۶ | 1998 TZ28    | ۱۵ اکتبر ۱۹۹۸   |
| ۱۲۰۹۴۷ | 1998 TN29    | ۱۵ اکتبر ۱۹۹۸   |
| ۱۲۰۹۴۸ | 1998 TZ37    | ۱۴ اکتبر ۱۹۹۸   |
| ۱۲۰۹۴۹ | 1998 UU3     | ۲۰ اکتبر ۱۹۹۸   |
| ۱۲۰۹۵۰ | 1998 UY6     | ۲۰ اکتبر ۱۹۹۸   |
| ۱۲۰۹۵۱ | 1998 UA9     | ۱۷ اکتبر ۱۹۹۸   |
| ۱۲۰۹۵۲ | 1998 UV14    | ۲۳ اکتبر ۱۹۹۸   |
| ۱۲۰۹۵۳ | 1998 UQ22    | ۲۸ اکتبر ۱۹۹۸   |
| ۱۲۰۹۵۴ | 1998 UD25    | ۱۸ اکتبر ۱۹۹۸   |
| ۱۲۰۹۵۵ | 1998 UO31    | ۲۲ اکتبر ۱۹۹۸   |
| ۱۲۰۹۵۶ | 1998 UX37    | ۲۸ اکتبر ۱۹۹۸   |
| ۱۲۰۹۵۷ | 1998 UW40    | ۲۸ اکتبر ۱۹۹۸   |
| ۱۲۰۹۵۸ | 1998 UA43    | ۲۸ اکتبر ۱۹۹۸   |
| ۱۲۰۹۵۹ | 1998 UP48    | ۱۷ اکتبر ۱۹۹۸   |
| ۱۲۰۹۶۰ | 1998 VC3     | ۱۰ نوامبر ۱۹۹۸  |
| ۱۲۰۹۶۱ | 1998 VJ4     | ۱۱ نوامبر ۱۹۹۸  |
| ۱۲۰۹۶۲ | 1998 VM11    | ۱۰ نوامبر ۱۹۹۸  |
| ۱۲۰۹۶۳ | 1998 VE12    | ۱۰ نوامبر ۱۹۹۸  |
| ۱۲۰۹۶۴ | 1998 VK22    | ۱۰ نوامبر ۱۹۹۸  |
| ۱۲۰۹۶۵ | 1998 VV27    | ۱۰ نوامبر ۱۹۹۸  |
| ۱۲۰۹۶۶ | 1998 VT29    | ۱۰ نوامبر ۱۹۹۸  |
| ۱۲۰۹۶۷ | 1998 VL30    | ۱۰ نوامبر ۱۹۹۸  |
| ۱۲۰۹۶۸ | 1998 VH32    | ۱۰ نوامبر ۱۹۹۸  |
| ۱۲۰۹۶۹ | 1998 VM38    | ۱۰ نوامبر ۱۹۹۸  |
| ۱۲۰۹۷۰ | 1998 VR43    | ۱۵ نوامبر ۱۹۹۸  |
| ۱۲۰۹۷۱ | 1998 VN49    | ۱۱ نوامبر ۱۹۹۸  |
| ۱۲۰۹۷۲ | 1998 WE4     | ۲۰ نوامبر ۱۹۹۸  |
| ۱۲۰۹۷۳ | 1998 WW4     | ۱۹ نوامبر ۱۹۹۸  |
| ۱۲۰۹۷۴ | 1998 WW8     | ۱۸ نوامبر ۱۹۹۸  |
| ۱۲۰۹۷۵ | 1998 WE19    | ۲۱ نوامبر ۱۹۹۸  |
| ۱۲۰۹۷۶ | 1998 WL25    | ۱۶ نوامبر ۱۹۹۸  |
| ۱۲۰۹۷۷ | 1998 WN28    | ۱۹ نوامبر ۱۹۹۸  |
| ۱۲۰۹۷۸ | 1998 WU35    | ۱۹ نوامبر ۱۹۹۸  |
| ۱۲۰۹۷۸ | 1998 XU      | ۷ دسامبر ۱۹۹۸   |
| ۱۲۰۹۸۰ | 1998 XY5     | ۸ دسامبر ۱۹۹۸   |
| ۱۲۰۹۸۱ | 1998 XZ5     | ۸ دسامبر ۱۹۹۸   |
| ۱۲۰۹۸۲ | 1998 XE6     | ۸ دسامبر ۱۹۹۸   |
| ۱۲۰۹۸۳ | 1998 XG7     | ۸ دسامبر ۱۹۹۸   |
| ۱۲۰۹۸۴ | 1998 XN7     | ۸ دسامبر ۱۹۹۸   |
| ۱۲۰۹۸۵ | 1998 XT15    | ۱۵ دسامبر ۱۹۹۸  |
| ۱۲۰۹۸۶ | 1998 XM17    | ۱۵ دسامبر ۱۹۹۸  |
| ۱۲۰۹۸۷ | 1998 XA18    | ۸ دسامبر ۱۹۹۸   |
| ۱۲۰۹۸۸ | 1998 XM18    | ۸ دسامبر ۱۹۹۸   |
| ۱۲۰۹۸۹ | 1998 XG21    | ۱۰ دسامبر ۱۹۹۸  |
| ۱۲۰۹۹۰ | 1998 XP21    | ۱۰ دسامبر ۱۹۹۸  |
| ۱۲۰۹۹۱ | 1998 XQ21    | ۱۰ دسامبر ۱۹۹۸  |
| ۱۲۰۹۹۲ | 1998 XS23    | ۱۱ دسامبر ۱۹۹۸  |
| ۱۲۰۹۹۳ | 1998 XC25    | ۱۳ دسامبر ۱۹۹۸  |
| ۱۲۰۹۹۴ | 1998 XQ49    | ۱۴ دسامبر ۱۹۹۸  |
| ۱۲۰۹۹۵ | 1998 XQ62    | ۱۱ دسامبر ۱۹۹۸  |
| ۱۲۰۹۹۶ | 1998 XE79    | ۱۵ دسامبر ۱۹۹۸  |
| ۱۲۰۹۹۷ | 1998 XT96    | ۱۱ دسامبر ۱۹۹۸  |
| ۱۲۰۹۹۸ | 1998 YB2     | ۱۶ دسامبر ۱۹۹۸  |
| ۱۲۰۹۹۹ | 1998 YC2     | ۱۷ دسامبر ۱۹۹۸  |
| ۱۲۱۰۰۰ | 1998 YG2     | ۱۷ دسامبر ۱۹۹۸  |